# Policía Nacional de Colombia
La Policía Nacional de Colombia (PONAL) es un cuerpo armado de naturaleza civil, a cargo de la seguridad pública de la República de Colombia. El presidente de la República es el comandante supremo de la institución y ejerce su autoridad mediante el Ministro de Defensa y el director general de la Policía Nacional. Desde 1953 está adscrita al Ministerio de Defensa. Según la Constitución de 1991 en su artículo 218 cita que es un cuerpo armado permanente de naturaleza civil. En 2021 la Policía Nacional está integrada por 157.820. Tiene su sede principal en el Centro Administrativo Nacional (CAN), en la localidad bogotana de Teusaquillo.
Ha jugado un papel preponderante en las guerras civiles de Colombia incluido el Conflicto armado interno de Colombia. En varios momentos de su historia la institución se ha visto envuelta en varias polémicas y controversias por diversos delitos, algunos de ellos relacionados con acciones de guerra sucia, que han sido denunciados por la CIDH, Amnistía Internacional, Human Rights Watch, la Unión Europea y la ONU. Tras los acuerdos de paz de 2016, las críticas se han concentrado la violencia letal que emplea en misiones civiles, en particular en la represión de las marchas y de las protestas sociales.

## Historia

### Primeras Fuerzas de Policía 1830-1890

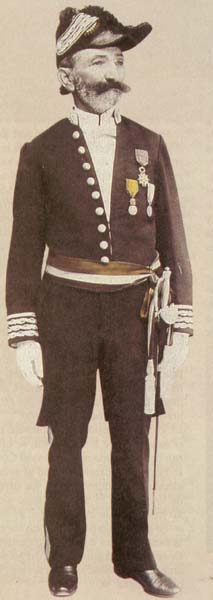
Juan María Marcelino Gilibert.

El primer cuerpo de gendarmería nacional de Colombia, si bien se contempló desde la constitución de 1886, fue creado mediante la Ley 90 del 7 de noviembre de 1888, sancionada por el presidente Carlos Holguín, este cuerpo funcionaba principalmente en la capital. En paralelo, existían otros servicios de policía a nivel Departamental y algunos a nivel Municipal, a órdenes de los gobernadores o alcaldes. Así mismo, sancionó la Ley 23 de octubre de 1890, norma que permitió contratar en Francia los servicios del comisario Juan María Marcelino Gilibert.

### Centralización y Ordenamiento de la Policía 1890-1948
En 1891, el gobierno organiza un cuerpo de Policía Nacional. El decreto correspondiente indicó que desde el momento en que empezara a funcionar se eliminaban la policía departamental, la policía municipal y el cuerpo de serenos. Durante el gobierno de Rafael Reyes, se creó una Comisaría de Policía Judicial, dependiente de la Dirección General de la Policía Nacional, destinada a la investigación de los delitos señalados en dicha norma.
El 3 de julio de 1916, durante el gobierno de José Vicente Concha, se contrata la primera misión de España, integrada por instructores pertenecientes a la Guardia Civil de ese país, quienes llegaron al país con el propósito de establecer un servicio similar al de la Policía y Guardia Civil, dejando como legado nuevos métodos de investigación criminal para la formación de detectives.
En 1924 se crea la Escuela de Investigación Criminal para la capacitación de personal en esta rama del conocimiento policial. En 1929 fueron contratados con el gobierno argentino los servicios del doctor Enrique Medina Artola, para asistir a la Policía colombiana en la capacitación de técnicos en dactiloscopia. 
La labor quedó consignada con la implantación, en nuestro medio, del sistema dactiloscópico ideado por el profesor Juan Vucetich, el cual reemplazó el antropométrico.
El 7 de julio de 1937, se crea la Escuela de Cadetes de Policía General Santander, que comienza a funcionar en 1940. En 1939 se contratan los servicios de la primera misión norteamericana de policía, presidida por Edgar K Thompson, funcionario del FBI, como aporte al desarrollo de la investigación criminal. El 14 de febrero de 1950 es creada la Escuela Gonzalo Jiménez de Quesada con el propósito de formar mandos medios.

### Disolución del Cuerpo de Policía Nacional 1948-1950

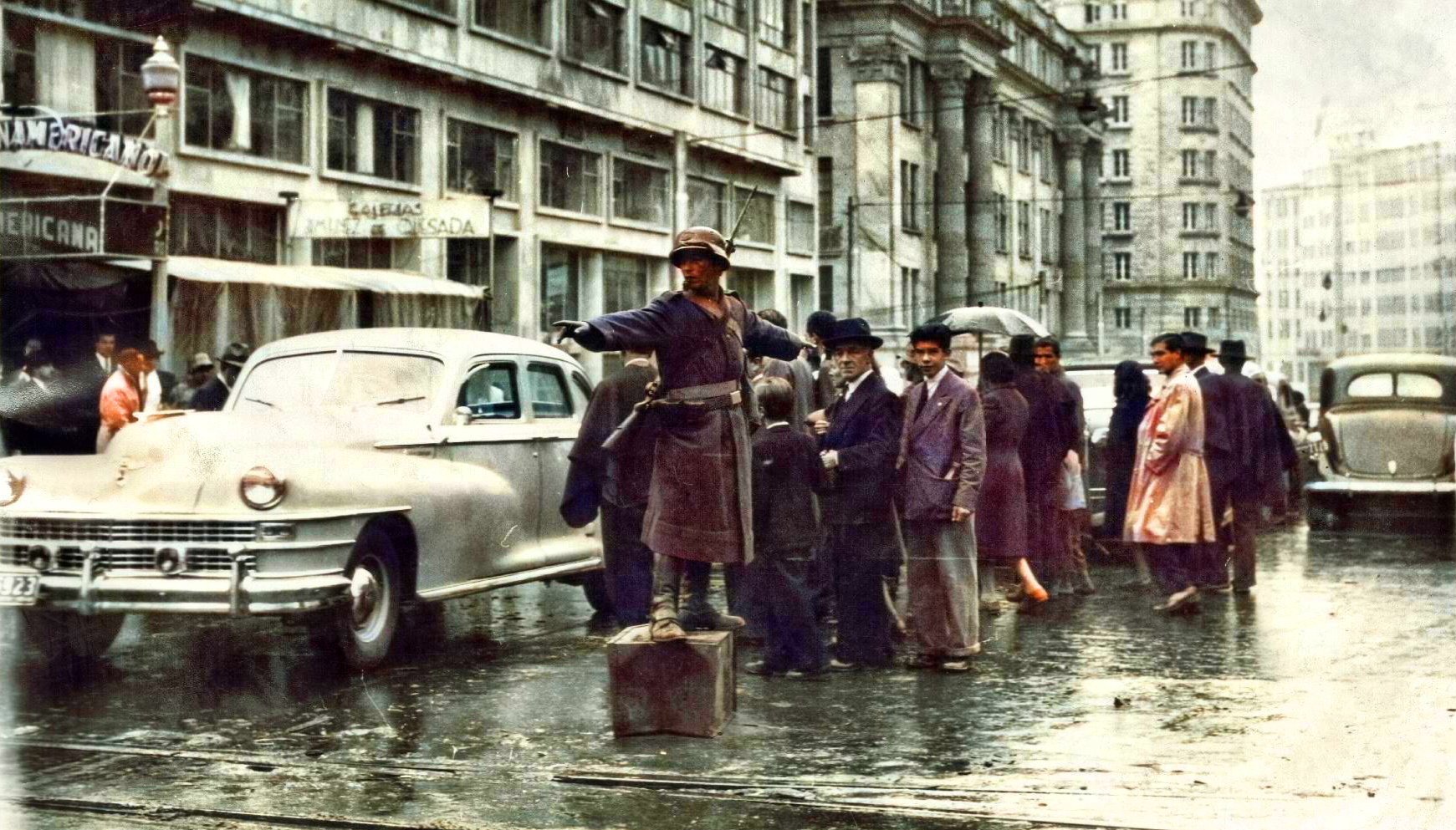
Agente de policía regulando el tránsito en la avenida Jiménez de Bogotá

Durante El Bogotazo del 9 de abril de 1948, la guarnición de la Policía Nacional se sublevó y se unió a la fracasada revuelta. Por tales hechos, fue decretada la liquidación de la institución y sus responsabilidades asumidas por aquellos servicios departamentales y municipales, y por las Fuerzas Militares.
Ante la persecución del Ejército (de tendencia conservadora) contra los policías, que distribuyeron armas entre la población, algunos expolicías se desplazaron, unos hacia el Tolima y otros hacia los Llanos Orientales, comenzando a organizar grupos de guerrilla liberal contra el Gobierno Conservador

### Refundación y militarización 1950-1991

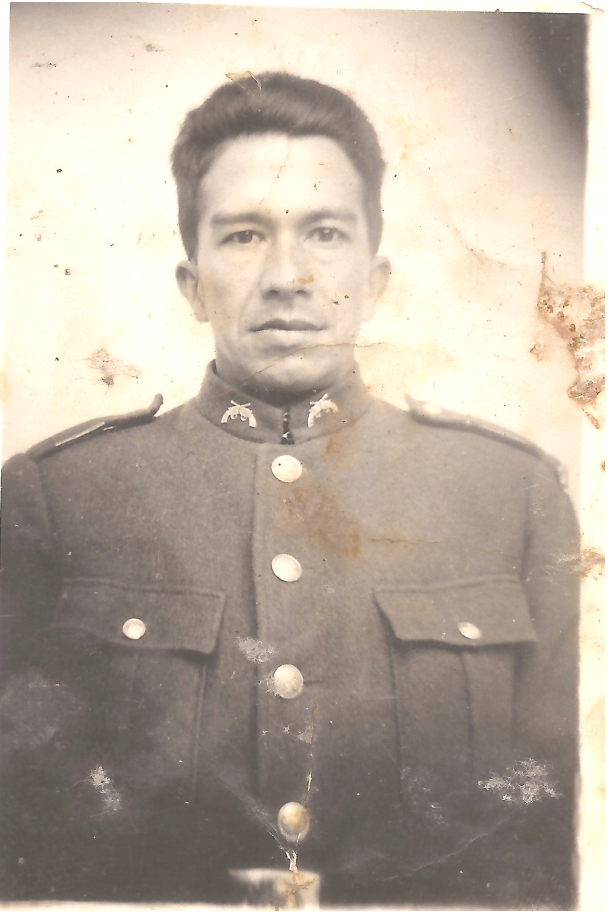
Cabo segundo de la Policía en 1961

La Policía Nacional sería refundada en 1950, durante el gobierno del conservador Laureano Gómez bajo tutela del Ejército Nacional. En agosto de 1952, seis policías murieron en un ataque de las guerrillas liberales en Antioquia. El 2 de septiembre, en una emboscada perpetrada también por grupos guerrilleros liberales, murieron cinco agentes de la Policía en el Tolima, lo que suscitó la indignación de conservadores oficialistas. Los agentes muertos fueron declarados héroes y se les organizó un entierro solemne en el Cementerio Central de Bogotá el 6 de septiembre. Concluido el funeral, cientos de personas asaltaron los edificios de los diarios liberales El Tiempo y El Espectador y las casas de varios líderes liberales y los incendiaron.
El 13 de junio de 1953, al asumir el Poder el general Gustavo Rojas Pinilla, se incorporó la Policía al Ministerio de Guerra, como Cuarto Componente del Comando General de las Fuerzas Militares. 
También, se inició la fusión de las diferentes policías municipales y departamentales a la Policía Nacional, con el objeto de contar con una única institución Policial uniformada a nivel nacional. El proceso estuvo completo para el momento en que la Junta Militar de 1957 inició la transición de nuevo hacia la democracia.
En 1960, durante el primer gobierno del Frente Nacional la Policía fue nacionalizada, siendo separada de las Fuerzas Militares para quedar bajo dependencia directa del ministro de Guerra, un general del Ejército en servicio activo. La Policía ganó mayor autonomía en aras de sus funciones policiales, subordinada al Ministerio de Defensa pero no al Comando General de las Fuerzas Militares. 
Se le definió como: “Institución de carácter civil, con régimen y disciplina especiales”. Desde esta fecha hasta nuestros días, la Institución ha permanecido supeditada al Ministro de la Defensa Nacional, aunque con un aparato burocrático paralelo al del Ministerio de Defensa, lo que le otorga un nivel de independencia respecto a la fuerte influencia de militares en el Ministerio.
En 1966 la Policía comenzó su actividad investigativa con la Policía Judicial.

### Reordenamiento constitucional y actualidad desde 1991

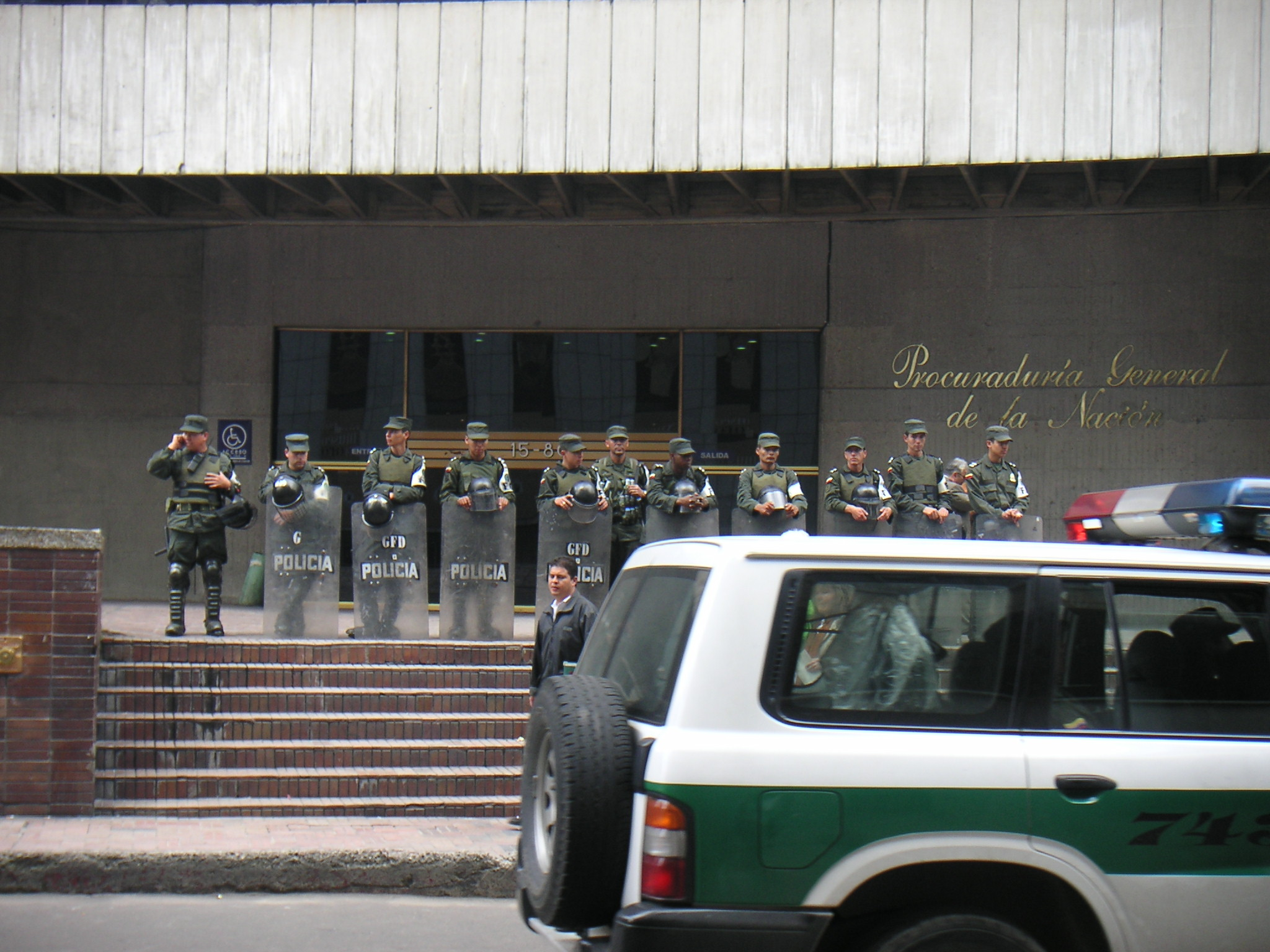
Uniformados de la Policía Nacional de Colombia custodiando el edificio del procurador general de la Nación. 2005

La necesidad de que la Policía retomara sus funciones, en concordancia con su naturaleza civil, volverá a sucederse en medio de las discusiones de la Asamblea Nacional Constituyente de 1991, cuando se presentaron los proyectos en los cuales se proponía la desmilitarización de la Policía Nacional.
Con la Constitución de 1991, Colombia adoptó la figura del Estado Social y Democrático de Derecho. Desde entonces, la Policía se define como un cuerpo armado de naturaleza civil, suprimiéndola del Comando General de las Fuerzas Militares. Así, tras el nombramiento del primer ministro civil de Defensa en varias décadas, la Policía pasó a depender de un funcionario civil.
En 1995 se amplió la profesionalización de la Policía Nacional, con el nivel ejecutivo policial y la conformación de cuatro especialidades: Policía Urbana, Policía Rural, Policía Judicial y Cuerpo Administrativo.

## Naturaleza

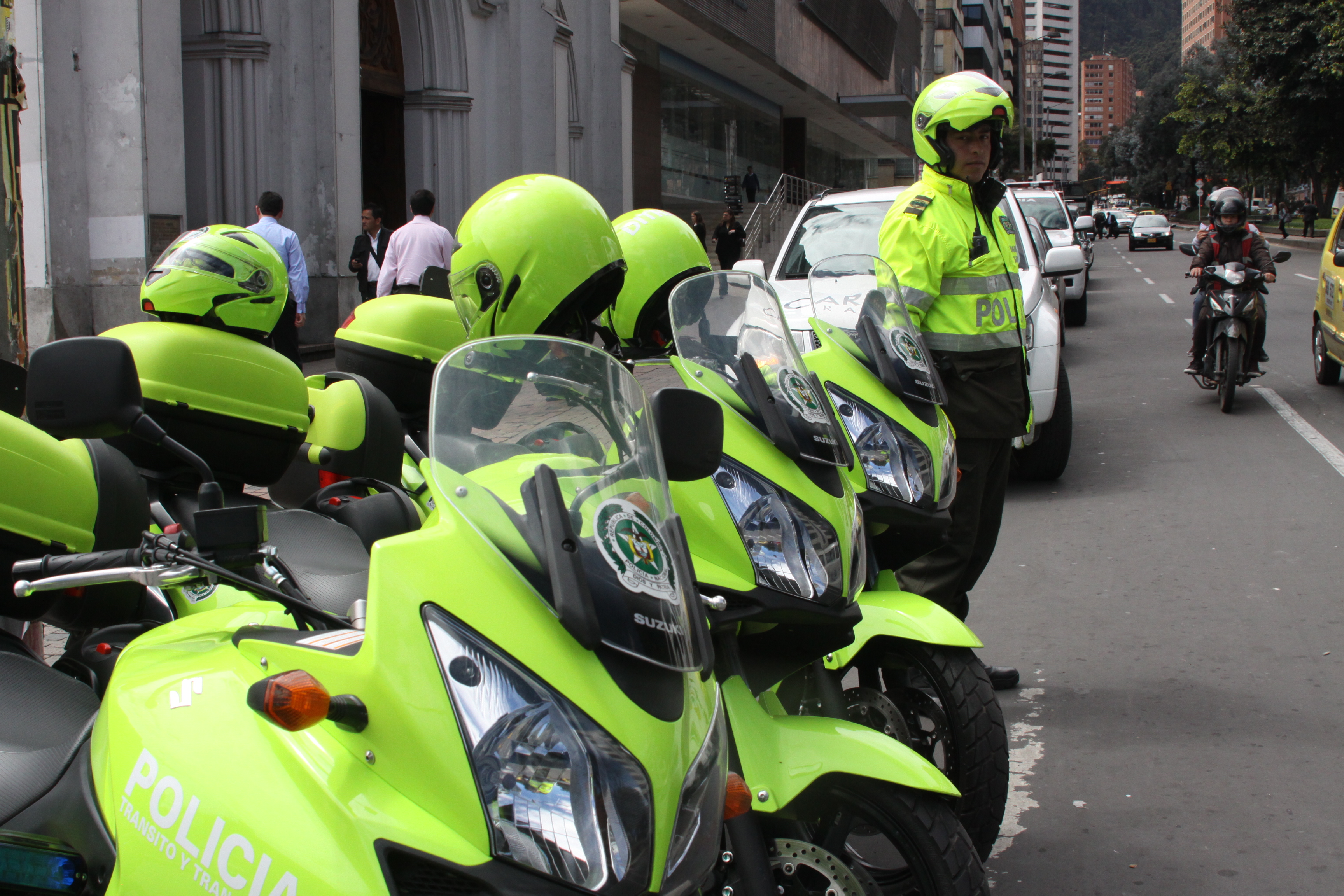
Intervención en la avenida Chile de Bogotá.

La Corte Suprema de Justicia ha aceptado que la existencia de agentes internos de violencia organizada, de grupos armados que operan contra el Estado, grupos armados ilegales como los grupos paramilitares, las guerrillas de las FARC-EP (desmovilizados en 2017) y el ELN desnaturaliza la Policía, desestabiliza la diferencia entre lo policial y lo militar. Eso da lugar a una zona gris o fronteriza, entre lo civil y lo militar, lo que ha forzado a la Policía Nacional el amparo de armas y actitudes, propias de la táctica militar, para poder cumplir sus objetivos ante la perturbación del orden público interno.
Sus miembros y los de las Fuerzas Militares tienen un fuero especial de carácter penal conforme al cual deben ser juzgados por cortes marciales o tribunales militares cuando cometan delitos en servicio activo o en relación con el mismo servicio. El Constituyente de 1991 fue consciente de la "zona gris" a la que ha hecho alusión la Corte, que sitúa a la Policía Nacional en los límites entre lo militar y lo civil, es decir, que los policías involucrados en hechos ilegales son investigados por la misma policía. Eso ha tenido varias repercusiones, cuando un policía es demandado por cierto comportamiento ilegal , ese proceso es arduo y en su mayoría se estanca, creando impunidad, (en total, Colombia es el quinto país más impune de la región) por tal razón se ha planteado que la policía pase a la justicia ordinaria.

## Estructura de mando territorial
Las autoridades máximas de la Policía Nacional y con jurisdicción nacional por fuera de la institución son, en orden descendente: El presidente de la República y el ministro de Defensa Nacional

### Jurisdicción nacional y regional

#### Dirección y Subdirección General

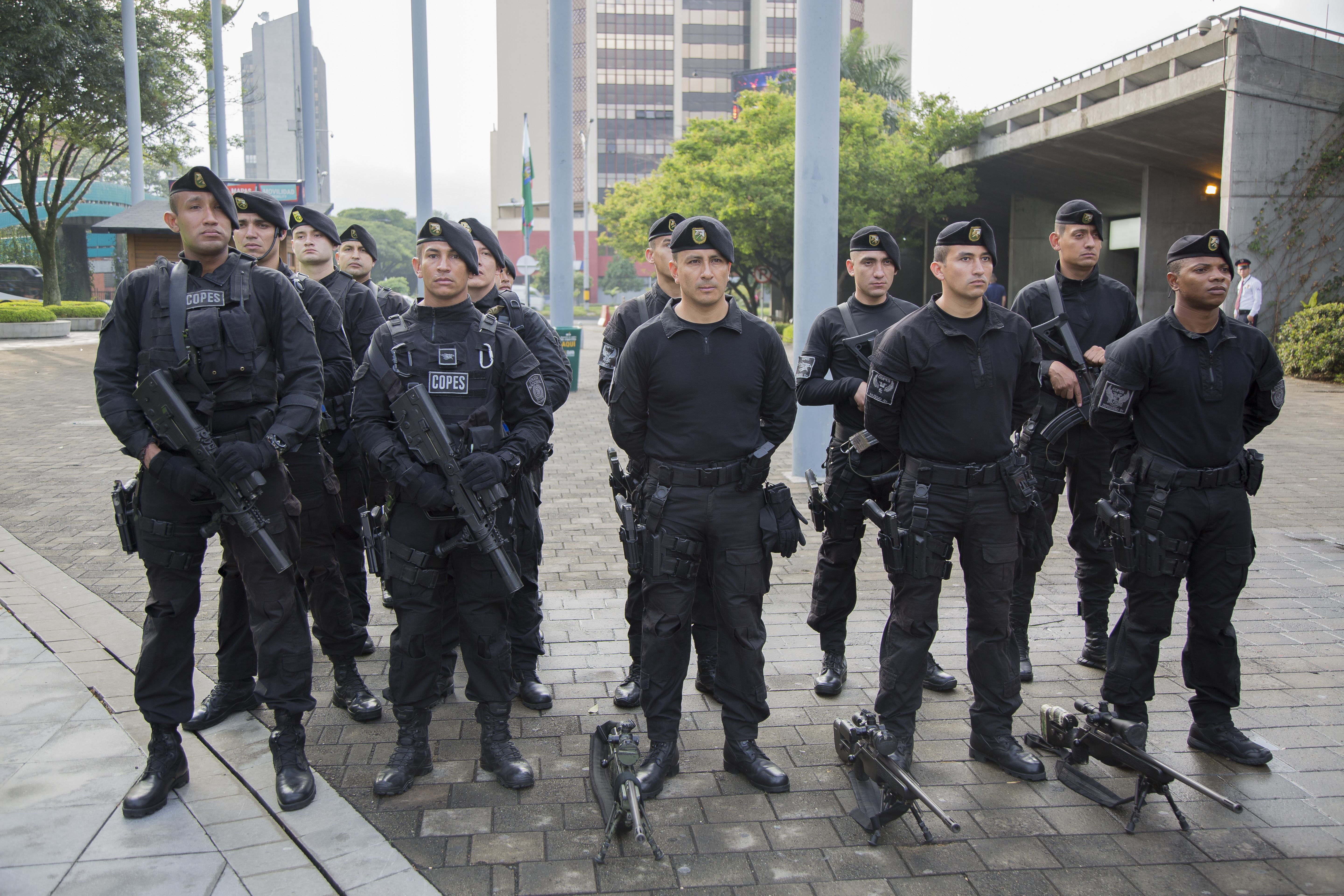
La unidad de Comandos en Operaciones Especiales es uno de los grupos que opera a nivel nacional bajo la dirección general

El Ministerio de Defensa (del cual es parte la Policía Nacional), el Ministerio de Justicia, y la Fiscalía General de la Nación (FGN) son responsables de la mayoría de las tareas de aplicación de la ley a nivel nacional. Mediante entidades como la Dirección de Investigación Criminal e Interpol (DIJIN) y la Dirección de Antinarcóticos (DIRAN), el Cuerpo Técnico de Investigación, el Instituto Nacional Penitenciario y Carcelario (INPEC), entre otros. 
A nivel nacional, existen tanto las direcciones nacionales y oficinas asesoras, que poseen plena autoridad nacional como se le otorga a la Policía en el capítulo 7 del título VII de la constitución política, asimismo, existen otras entidades de aplicación de la ley, que están autorizadas para hacer cumplir varias leyes en todo el territorio. Tanto la policía como los organismos encargados de hacer cumplir la ley operan al más alto nivel y están dotados de algunas funciones policiales; cada uno puede mantener un pequeño componente del otro (por ejemplo, la DIJIN con autoridad de policía judicial con el CTI). La mayoría de estas entidades están limitadas por la ley a investigar solo asuntos que están explícitamente dentro del poder de su respectivo ámbito (Ejemplo: La autoridad de policía judicial que ejerce un agente de tránsito especialmente dentro de su competencia según el Código de Procedimiento Penal). Sin embargo, los poderes de investigación a nivel nacional se han vuelto muy amplios en la práctica, especialmente desde los inicios de la Guerra contra el narcotráfico en Colombia, que requirió de una mayor participación de las entidades nacionales para establecer presencia del estado.

La Dirección General y Subdirección General de la Policía, están comandadas, en orden descendente, por el director general Policía Nacional, el subdirector general Policía Nacional y el director de Seguridad Ciudadana Policía Nacional. Su jurisdicción es nacional. Se divide en 8 Regiones, 16 Policías Metropolitanas y 34 Departamentos de Policía, incluyendo a la zona del Urabá y Magdalena Medio. Están a cargo de la Dirección de Seguridad Ciudadana. Dentro de esta organización está contemplado que cada dirección operativa, tenga una dependencia que represente a cada oficina asesora y cada dirección administrativa (excepto DINCO, DISAN y DIBIE, las cuales son coordinadas directamente desde sus respectivas direcciones).  

Regiones y comandos departamentales de la Policía Nacional de Colombia.

#### Región de Policía

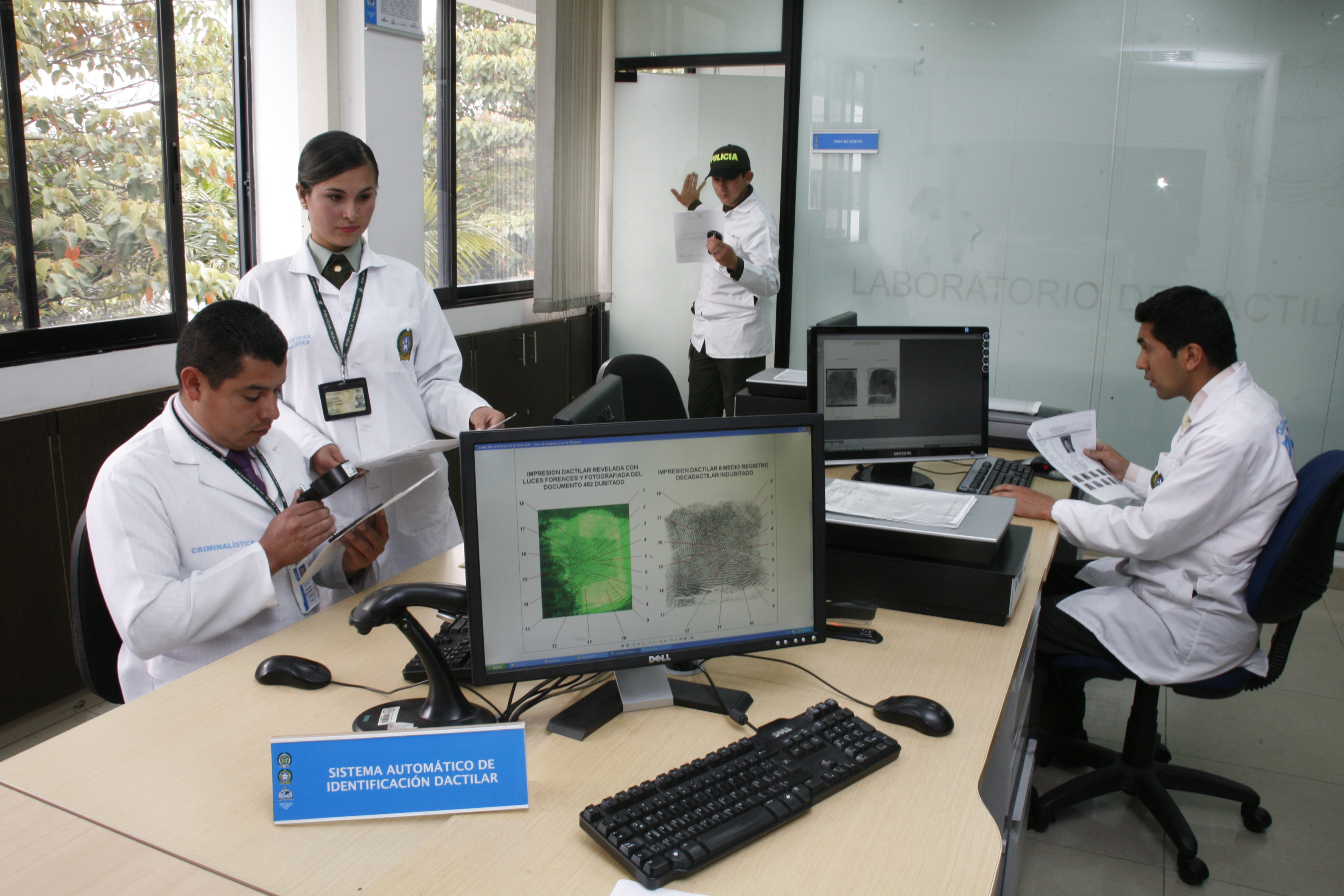
Agentes trabajando en un laboratorio regional de policía científica de la coordinación DIJIN

Una Región de Policía es una unidad con jurisdicción en varios departamentos de Policía y/o Policías Metropolitanas de una determinada región; existen 8 regiones de policía en todo el territorio y 1 región metropolitana que agrupa las Policías Metropolitanas de Soacha, del Distrito Capital y a los comandos especiales de Sabana Occidente y Norte. Estas son comandadas cada una por un oficial en el grado de general. Pueden llegar a tener un nivel de autoridad operativa parecido a la Dirección y Subdirección, sin embargo se ve limitada a solo el territorio de su respectiva región además de ser subordinadas a la Dirección de Seguridad Ciudadana. Sus miembros, sean de mando o subordinados a un comando regional pueden ser catalogados informalmente como "policías regionales" por su autoridad descentralizada del mando institucional, sin embargo siguen siendo subordinados a las directivas nacionales.

##### Coordinación de Dirección
Igualmente cada comando regional deben tener coordinaciones con la Dirección de Investigación Criminal e Interpol (DIJIN), y la Dirección de Inteligencia Policial (DIPOL), entre otros.

### Jurisdicción Departamental y Metropolitana

#### Departamento de Policía y Policía Metropolitana
Los departamentos y áreas metropolitanas de Colombia operan seccionales en todo su territorio que brindan funciones de aplicación de la ley, incluidas investigaciones y patrullas de vigilancia por cuadrantes. Los gobiernos departamentales pueden aplicar funciones propias de la policía como los agentes de tránsito o la policía cívica.

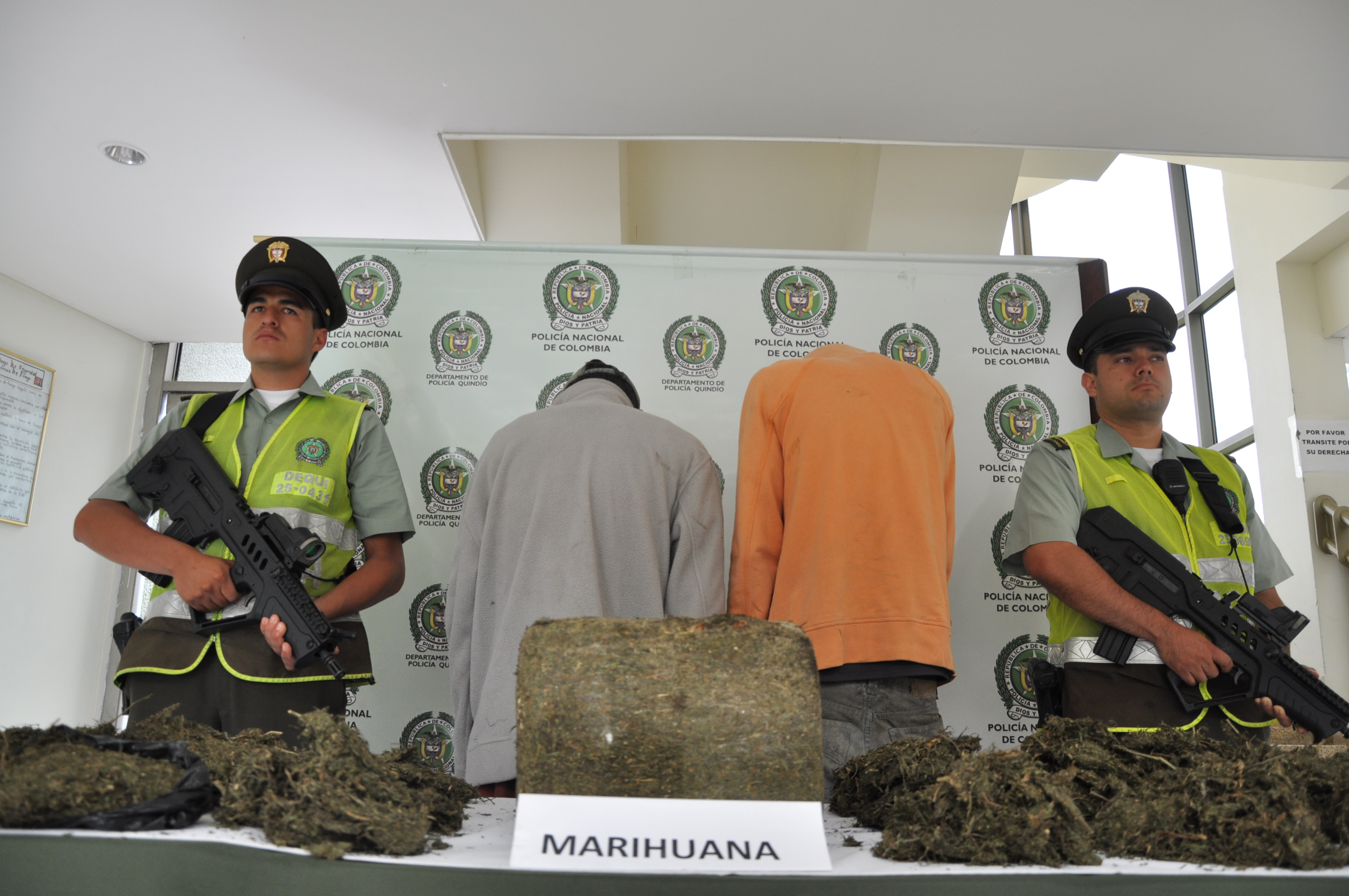
Agentes de la policía del departamento de Quindío realizando una incautación de marihuana

Un Departamento de Policía es una unidad con jurisdicción en varios municipios de un determinado departamento o subregión; existen 32 departamentos de policía (uno por cada departamento) además de uno específico para la zona de Urabá (departamento de policía conformado por algunos municipios de Antioquia y Chocó, con sede en el municipio de Apartadó) y otro para el Magdalena Medio (departamento de policía conformado por algunos municipios de Antioquia, Bolívar, Boyacá y Santander, con sede en el distrito especial de Barrancabermeja). En total son 34 departamentos de Policía y son comandados cada uno por un oficial en el grado de coronel subordinados al Gobernador del Departamento Sus miembros, sean de mando o subordinados al comando, subcomando o seccionales pueden ser catalogados informalmente como "policías departamentales" por su autoridad descentralizada del mando institucional, sin embargo siguen siendo subordinados a las directivas nacionales. 

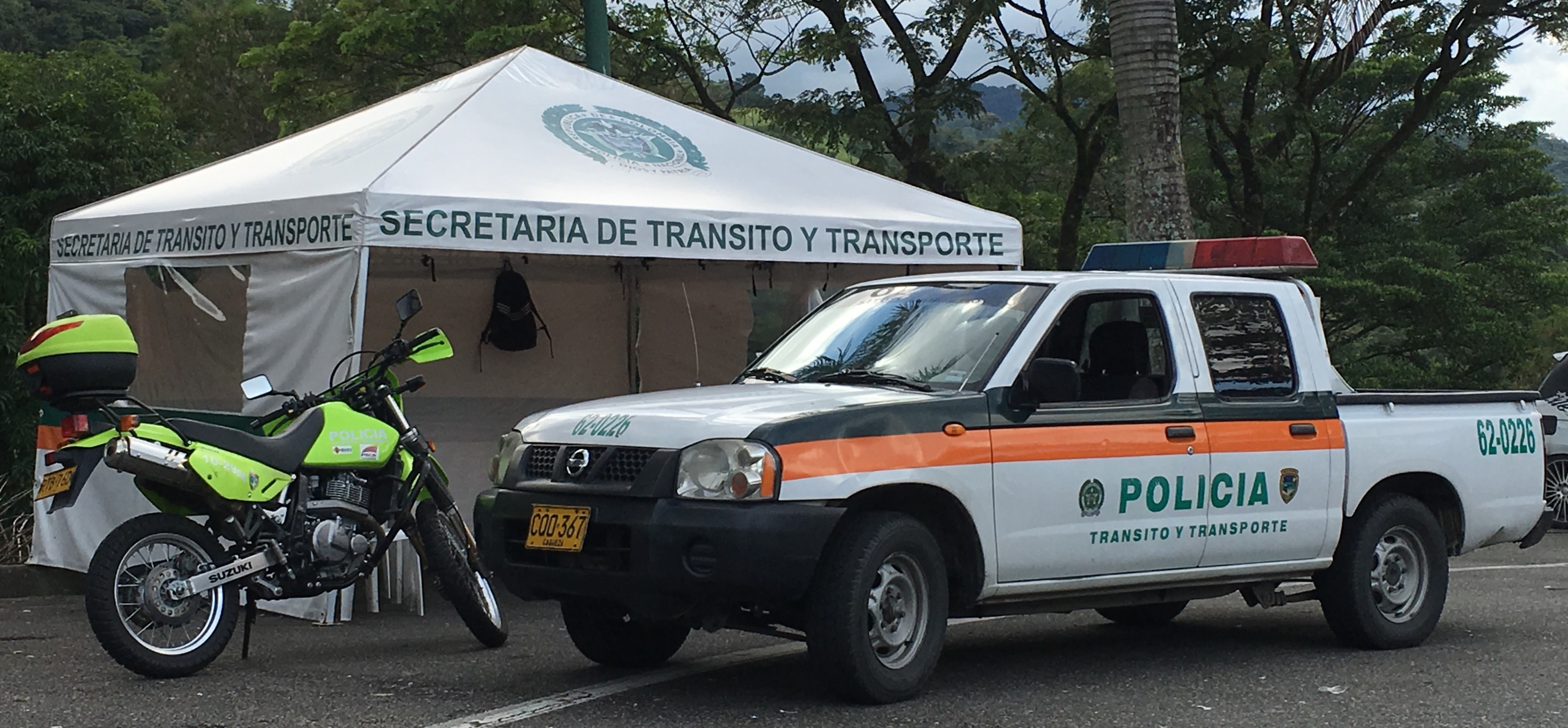
Puesto de control de tránsito de la policía metropolitana de Villavicencio

Al mismo nivel, una Policía Metropolitana es una unidad con jurisdicción en varios municipios de una determinada área metropolitana; existen 19 policías metropolitanas y son comandadas cada una por un oficial en el grado de coronel o brigadier general, subordinados al Alcalde de la cabecera del área metropolitana. Sus miembros, sean de mando o subordinados al comando, subcomando o seccionales pueden ser catalogados informalmente como "policías metropolitanos" por su autoridad descentralizada del mando institucional, sin embargo siguen siendo subordinados a las directivas nacionales o regionales.

##### Distrito de Policía
Tanto los departamentos de policía como las policías metropolitanas se dividen operativamente en distritos de Policía, los cuales son unidades organizadoras de la actividad operativa del Departamento de Policía o Policía Metropolitana; El número de distritos en cada departamento o área metropolitana varía según la zona. Son comandados cada uno por un oficial en el grado mínimo de capitán y cada comandante de distrito está subordinado a un Comandante Operativo de seguridad ciudadana de dicho departamento o policía metropolitana. Los distritos son la base para el despliegue de los servicios especializados, y agrupan a dos o más estaciones de policía en una determinada jurisdicción.

#### Seccionales de Dirección
Cada comando de departamento o de policía metropolitana debe tener bajo su mando una Seccional de Investigación Criminal (SIJIN), dependiente de la Dirección de Investigación Criminal e Interpol (DIJIN), y una Seccional de Inteligencia Policial (SIPOL), dependiente de la Dirección de Inteligencia Policial (DIPOL).

### Jurisdicción Municipal/Distrital y de Localidad/Comuna

#### Estación de Policía

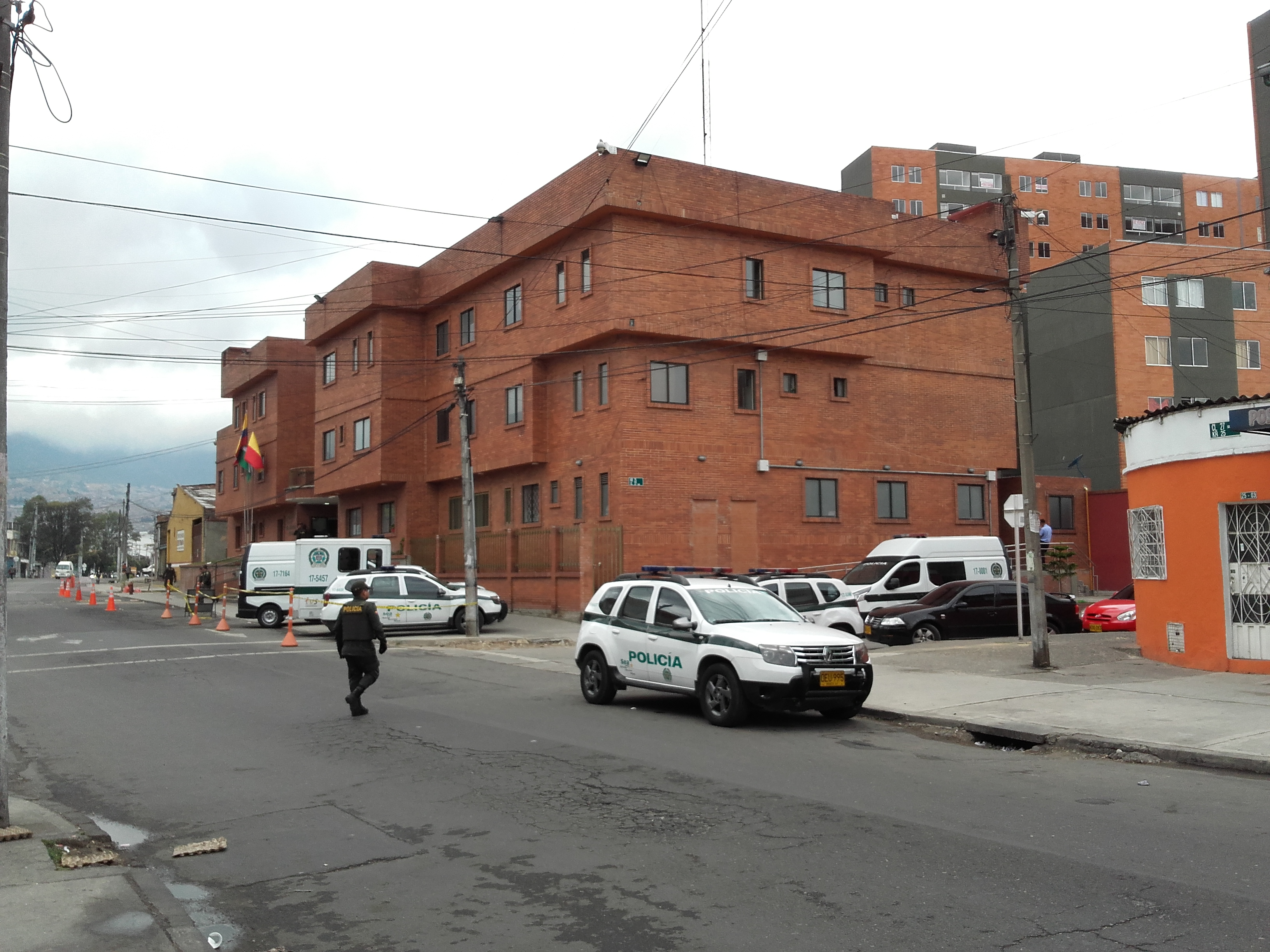
Estación de Policía en Bogotá

Una Estación de Policía es una unidad organizativa con jurisdicción en el territorio del municipio/distrito especial y sus corregimientos o de una localidad/comuna. Dentro de un distrito de policía de un departamento de policía existe una Estación por cada municipio o distrito especial, mientras que en un distrito de policía en una policía metropolitana, existe una Estación por cada localidad o comuna y una por cada municipio; el número de estaciones en cada distrito de policía varía según la zona. También existen estaciones de Policía en aeropuertos y terminales de transporte, y en algunos municipios de mayor extensión pueden existir más de una estación de policía. Son comandadas cada una por un Comisario o Subcomisario del nivel ejecutivo (Sargento Mayor o Primero en el caso de suboficiales) y están subordinados al Alcalde Local (en el caso de las localidades) o al Alcalde Municipal. Sus miembros, sean de mando o subordinados a una estación, subestación, CAI, puestos o seccionales pueden ser catalogados informalmente como "policías municipales" (en el caso de un municipio), "policías distritales" (en el caso de un distrito especial), "policías de la localidad" o "policías de la comuna" por su pequeña autoridad descentralizada del mando institucional dentro de la zona que cubra la estación, sin embargo siguen siendo subordinados a las directivas departamentales o metropolitanas.

##### Subestación de Policía
Unidad policial ubicada en los espacios rurales de los municipios, tales como corregimientos, centros poblados o en determinadas zonas urbanas. El comandante de subestación puede ser un Subcomisario o Intendente Jefe del nivel ejecutivo (Sargento Primero o Viceprimero en el caso de suboficiales).

##### CAI

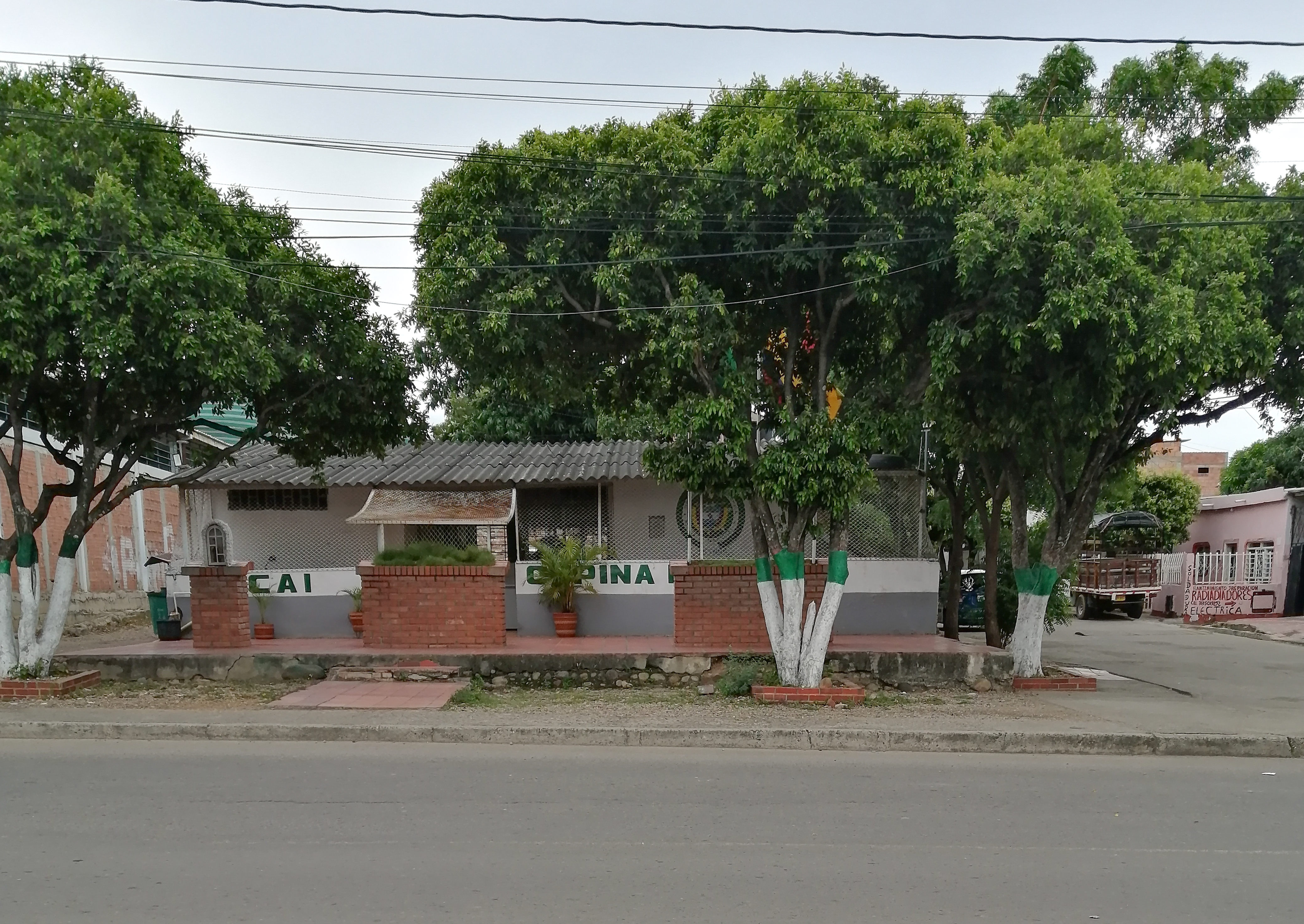
Comando de atención inmediata de la Policía Metropolitana de Cúcuta

El Comando de Atención Inmediata (CAI) es la unidad policial con una jurisdicción menor, estratégicamente ubicada en los perímetros urbanos de los municipios, localidades o comunas, permitiendo una vigilancia específica de los sectores asignados con una adecuada capacidad de respuesta. La inmediatez, oportunidad y acercamiento a la comunidad, son las condiciones esenciales de este servicio. 
Existen tres categorías de CAI A, B o C, según las cuales se les asignan hombres y recursos. Dependiendo de la categoría, el comandante de CAI puede ser un Intendente o Subintendente del nivel ejecutivo (Sargento Segundo o Cabo Primero en el caso de suboficiales).

##### Puesto Rural de Policía
Es la unidad policial ubicada en sitios geográficos rurales, diferentes a los centros poblados que por su situación estratégica y conveniencia institucional, asegure el control del territorio y la protección a la infraestructura productiva del país. El comandante puede usualmente es un Subintendente del nivel ejecutivo (Cabo Segundo en el caso de suboficiales).

## Grados
La jerarquía y grados en la Policía Nacional son en esencia similares a los de las Fuerzas Militares de Colombia. La mayor parte de los grados de la Policía Nacional fueron establecidos durante el gobierno del presidente Gustavo Rojas Pinilla. La diferencia radica en una variante, en la reforma hecha en la institución con el Decreto 132 de 1995, este decreto fue modificado por el Decreto 1791 del 2000, mediante facultades otorgadas por el Congreso en la Ley 578 del 2000; se introdujo la carrera del Nivel Ejecutivo, la cual paulatinamente está reemplazando el escalafón de suboficiales, por los Mandos Ejecutivos, y el escalafón de Agentes, por el de patrulleros. Son equivalentes, determinando el mando, de acuerdo a la antigüedad entre los grados de una y otra carrera. 

## Símbolos
La Policía Nacional tiene su propia identidad corporativa representada principalmente por el escudo, la bandera, el medallón, el himno, la insignia de grado, el parche o heráldica del uniforme y el uniforme. Estos símbolos son utilizados para la identificación oficial de los vehículos y uniformes reglamentarios de la Policía con el fin de mantener un cuerpo nacional unificado bajo una misma simbología.

## Crítica
La policía nacional de Colombia ha sido centro de debate por acciones de sus integrantes fuera de la ley. El robo, secuestro, desaparición forzada, extorsiones, contrabando, narcotráfico, asesinatos (de 2017 a 2019, aproximadamente 639 civiles fueron asesinados por brutalidad policial), fleteos, violencia sexual, falsos operativos, nexos con grupos ilegales (narcotráfico, paramilitares, guerrilla, delincuencia común) desfalcos a la nación, ataques a la comunidad LGBTI, ataques a periodistas, entre otros delitos, han llevado a sus comandos a tomar decisiones con despidos masivos y pases directo a la cárcel, ello ha llevado consecuencias que afectan su imagen en el país, incluso de pronunciamientos internacionales como la CIDH, Amnistía Internacional, Human Rights Watch, la Unión Europea, Estados Unidos y la ONU.
Luego de la expedición del nuevo código de policía, aprobado por el Congreso de la República, uno de los puntos de mayor polémica es la capacidad de ingreso a un inmueble y arrestar a una persona sin una orden emitida por un juez. Según sus contradictores eso aumentaría la corrupción en los agentes de policía como sobornos y robos a la población civil.
Entre 2004 y 2014, la población colombiana creció en 12%, al tiempo que el número de delitos de toda índole, reportados en las estadísticas oficiales de la policía, lo hizo en 122%. En ese mismo periodo el presupuesto de defensa y policía pasó de 11 a 27 billones de pesos, lo que supone un crecimiento de 142% en pesos corrientes y de 64% en términos reales. En 2014, el de la policía representó aproximadamente el 30% del presupuesto total de defensa. En 2020 un fallo de la Corte Suprema de Justicia ordenaba garantizar la protesta pacífica y pedir perdón por los excesos de la policía, sin embargo, debido a la pandemia de Covid-19, el Tribunal Supremo de Cundinamarca ordenó aplazar toda protesta hasta que dicha enfermedad no represente algún peligro para la sociedad.
Se han realizado propuestas de reforma a la Policía Nacional debido a los escándalos y abusos de autoridad que se han registrado por parte de esa institución.

## Imagen nacional
Según Gallup, empresa que mide la opinión de los colombianos frente a diferentes instituciones y personajes del estado, y que desde el año 2000 lleva realizando seguimiento a la Policía Nacional, reveló que desde el año 2010, durante el gobierno de Juan Manuel Santos la imagen favorable de la Policía Nacional fue decayendo. El progresivo deterioro en su favorabilidad como institución frente a los colombianos inicia en febrero de 2014, a seis meses de terminar Juan Manuel Santos su primer mandato, fecha en la que la imagen de la policía no se levanta más, dirigida por el general Rodolfo Palomino. Las actuaciones violentas en contra de campesinos e indígenas durante el Paro nacional Agrario de 2013 y el escándalo en 2016 conocido como la Comunidad del Anillo produjo que la imagen de la institución cayera ante la opinión pública. Su imagen mejoró levemente con el Atentado contra la escuela de policía General Santander en Bogotá en enero de 2019, pero la entrada en vigor del Nuevo Código de Policía en 2016 y las Protestas en 2019 y en especial las protestas de 2020 y de 2021, han sido cruciales al momento de evaluar al cuerpo policial, llevándola a un desplome que superó el 56% de imagen negativa frente a los colombianos.

## En la cultura popular nacional
La policía ha sido criticada también desde el arte y la cultura popular a través de canciones, la polémica por grafitis y murales con las siglas ACAB, e incluso un juego polémico llamado "Tombo Survivor" protagonizado por policías corruptos, los policías colombianos en lenguaje coloquial se conocen como "tombos", ya que su uniforme inicialmente estaba constituido por muchos botones, y se comprimió a tombo después de decir varias veces "ahí viene el tombo".

## Galería

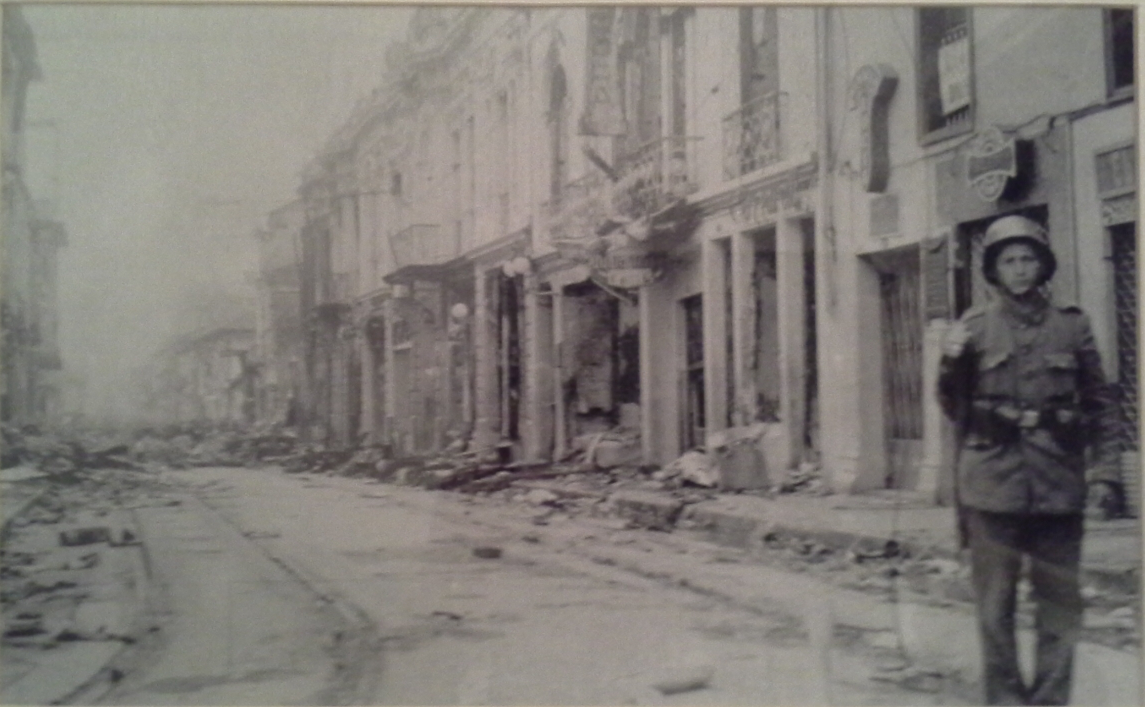
Policía con equipamiento militar en 1948
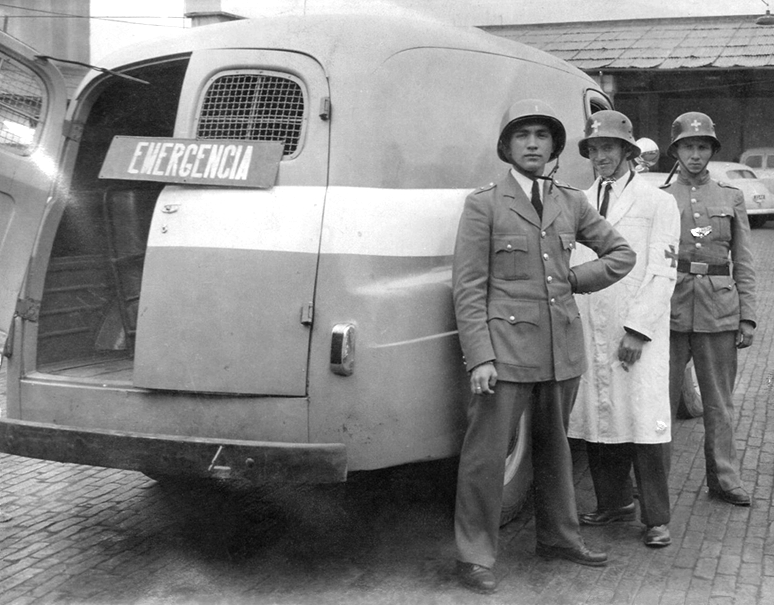
ambulancia policial
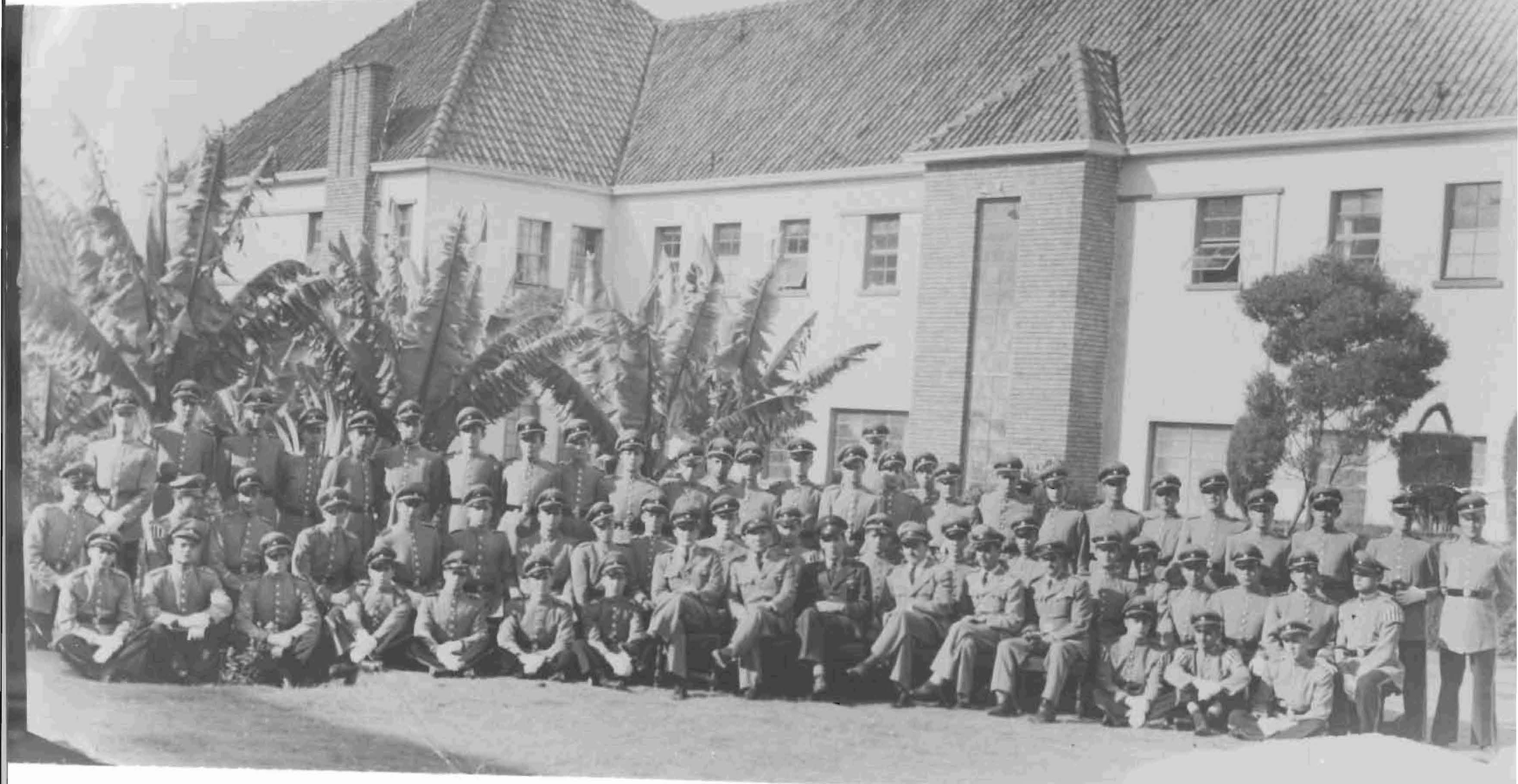
Cadetes en 1951
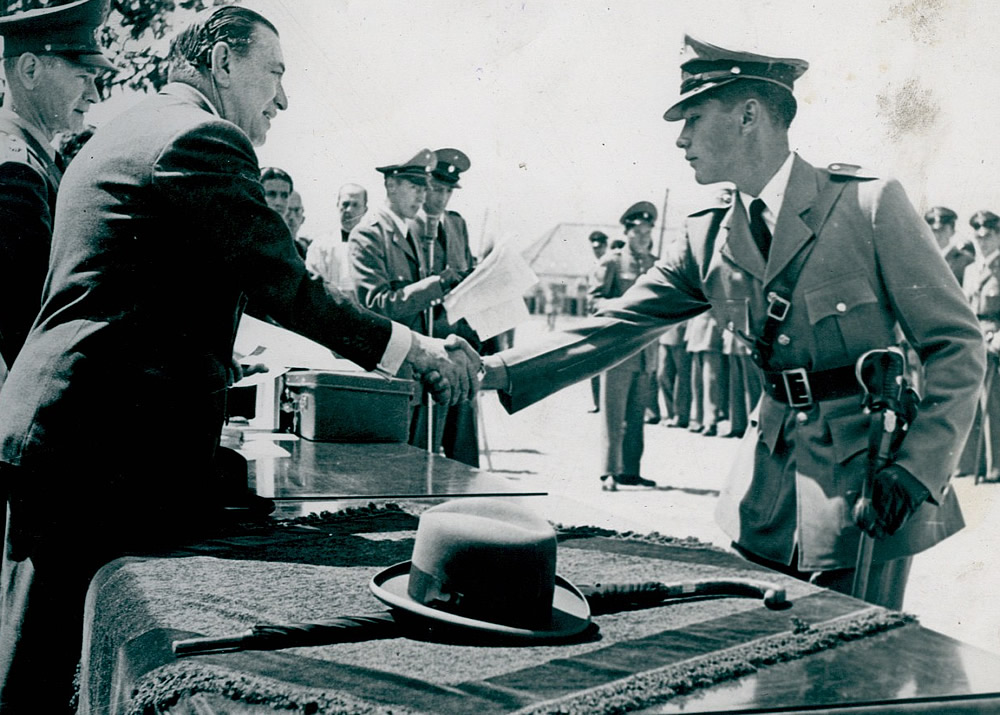
Presidente Roberto Urdaneta Arbelaez
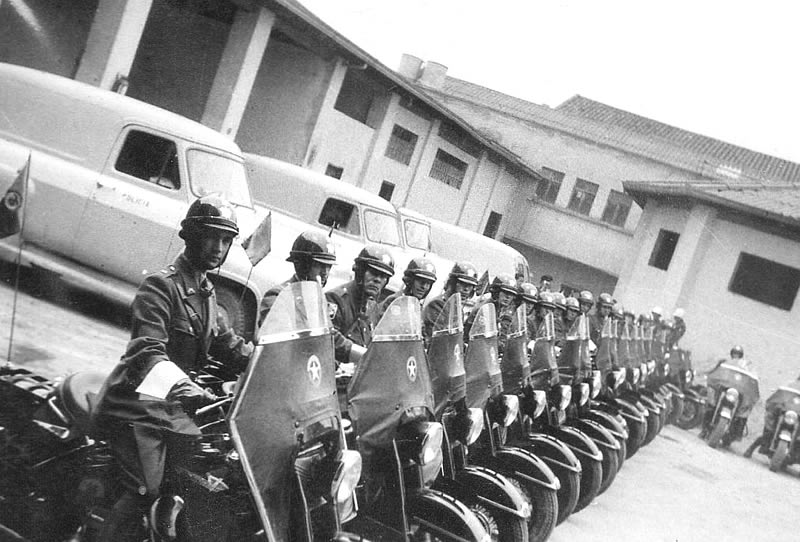
escuadra de motos policíales
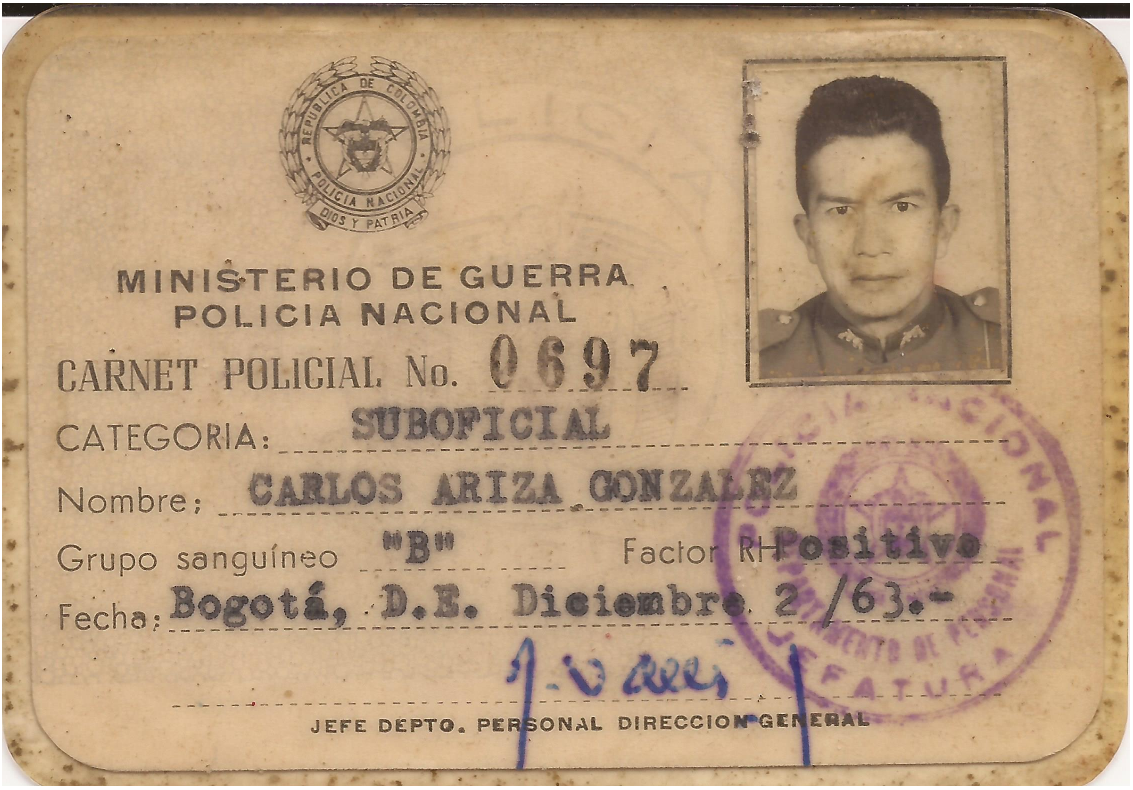
Identificación de Policía en 1963
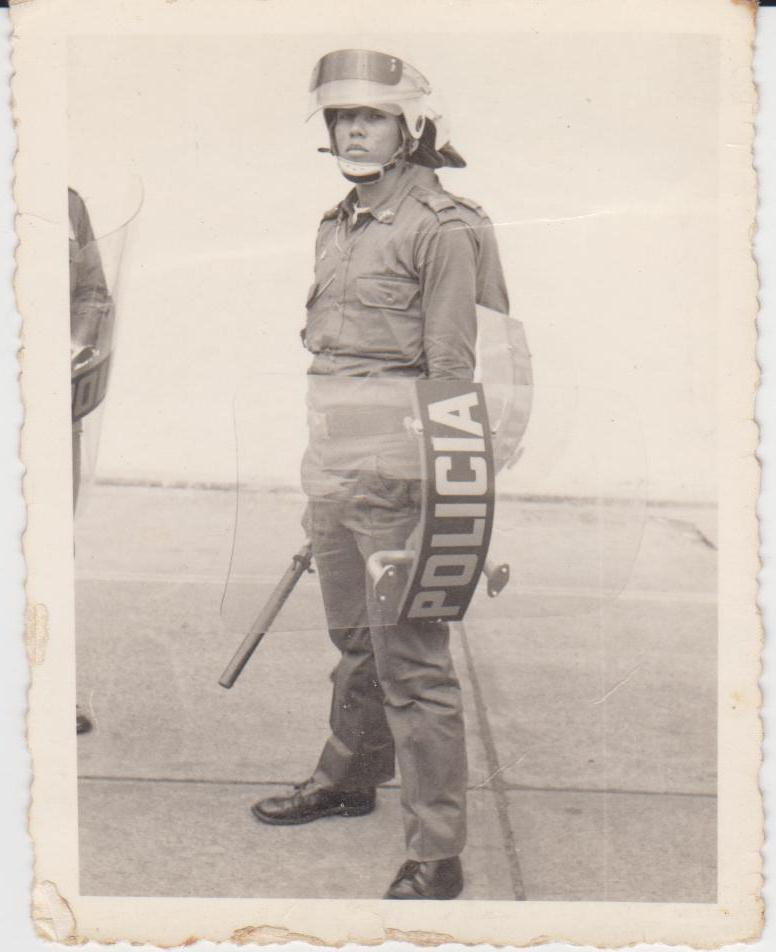
Agente antidisturbios en los 70
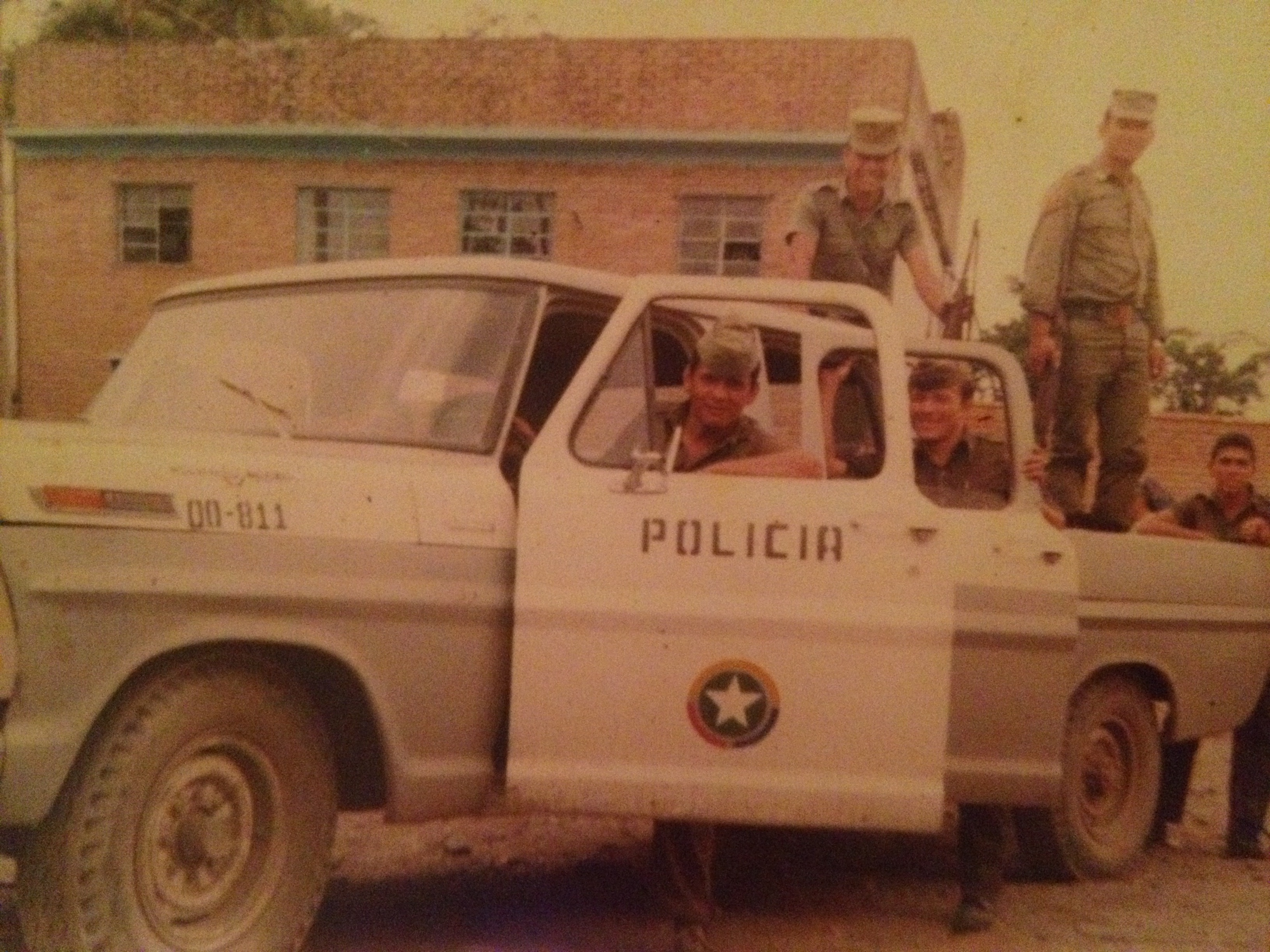
Patrulla de policía a finales de los 60
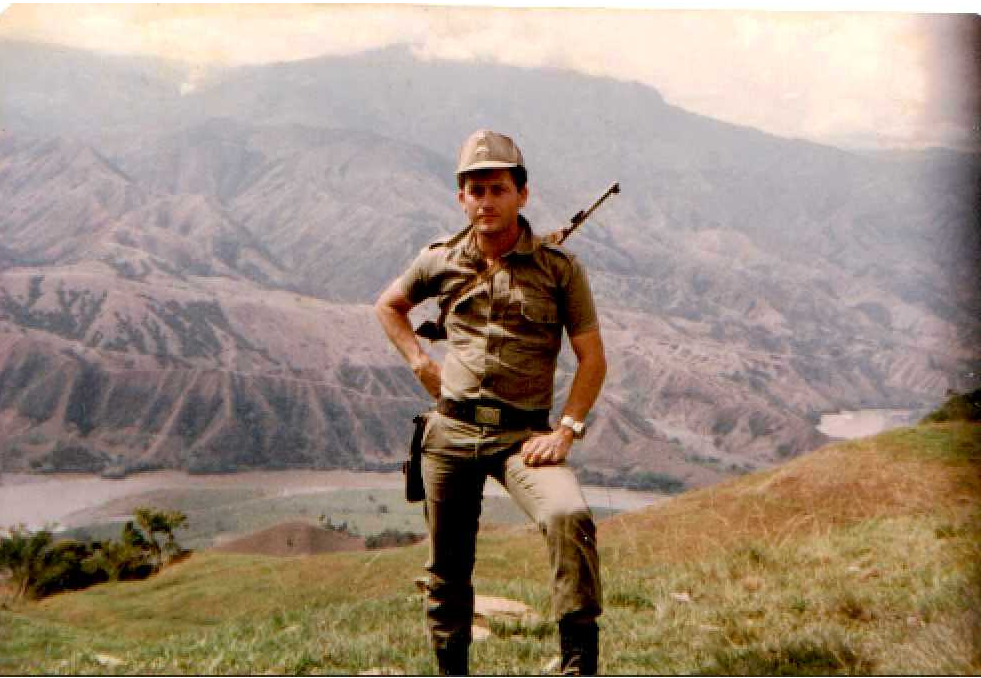
Agente de policía en una zona rural montañosa a inicios de los 80
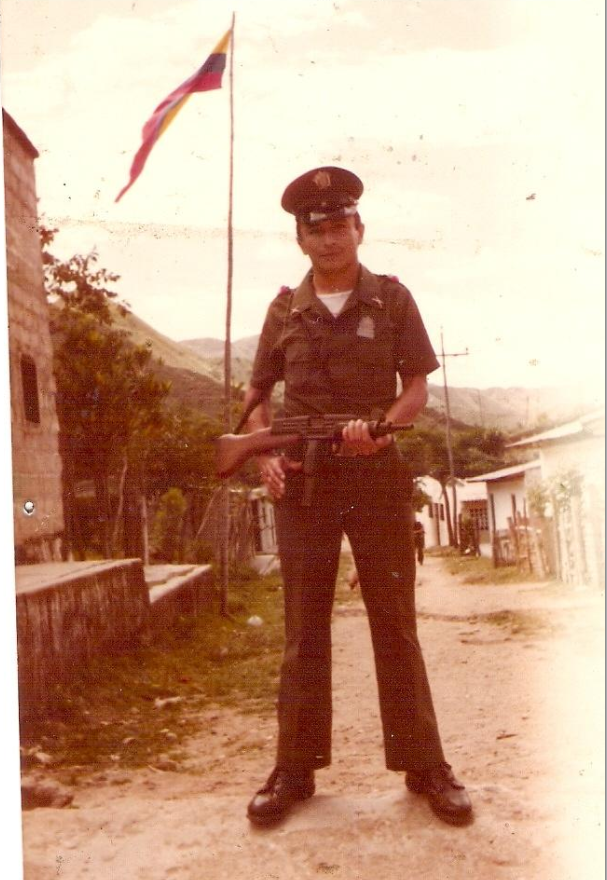
Agente de policía en San Luis, Neiva, en 1983
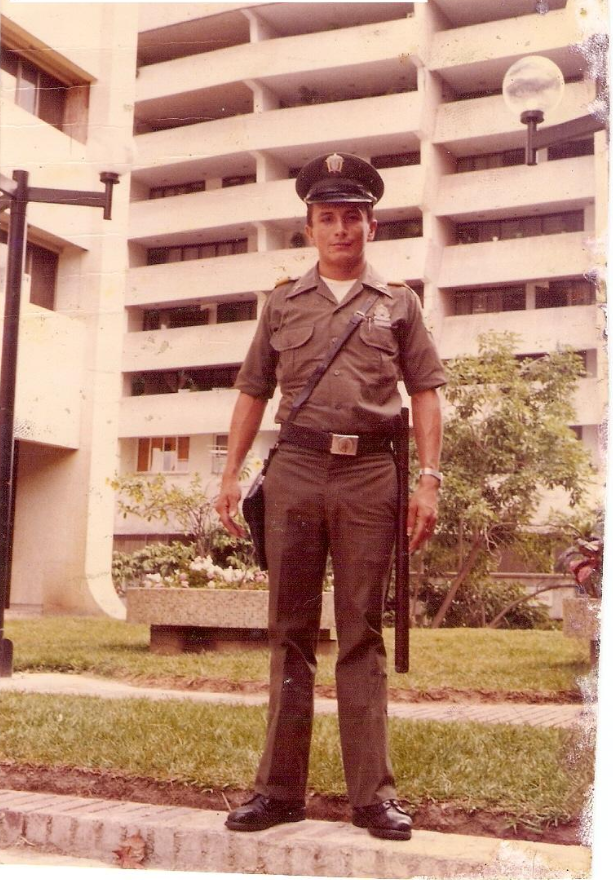
Agente de policía en Bogotá en la década de los 80
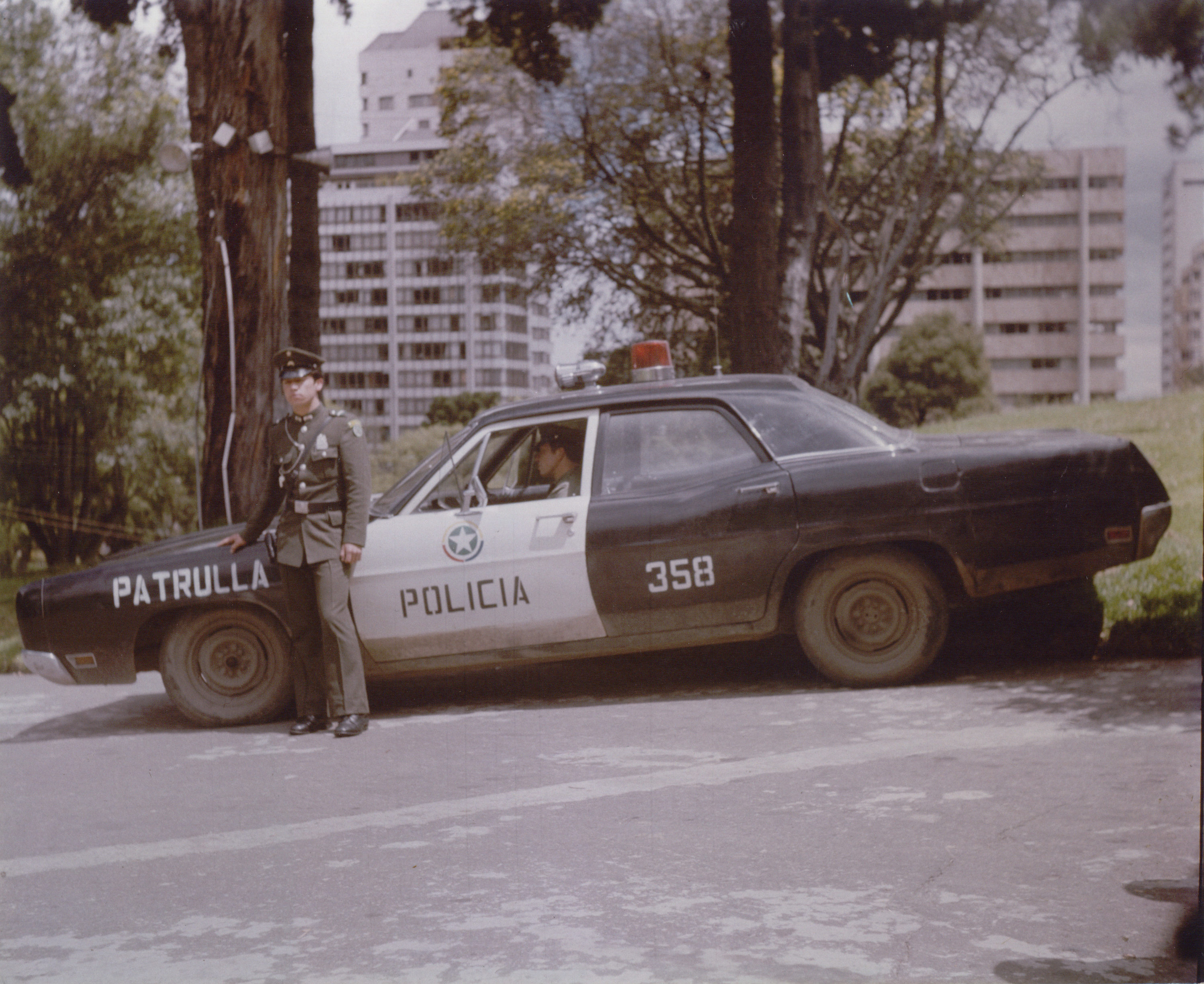
Patrulla policial entre los 60s y 80s
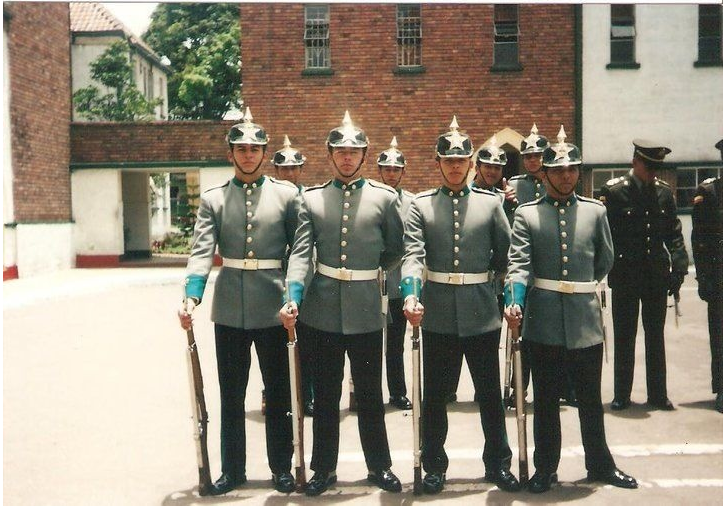
Cadetes Compañia carlos h Ct Suarez,Cdte Silva, Ct Ortiz, CT Rodriguez.1998
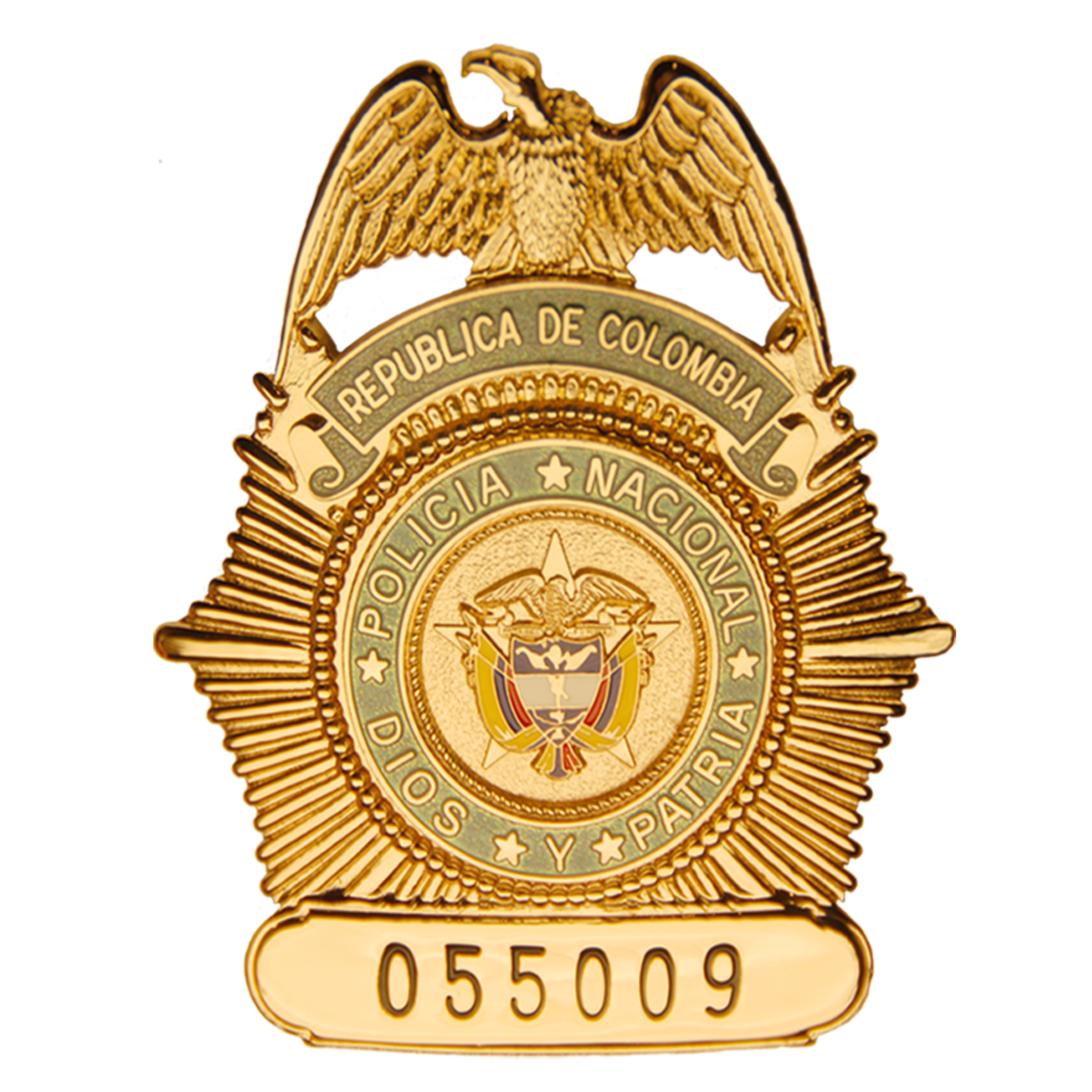
Placa de la Policía Nacional de Colombia
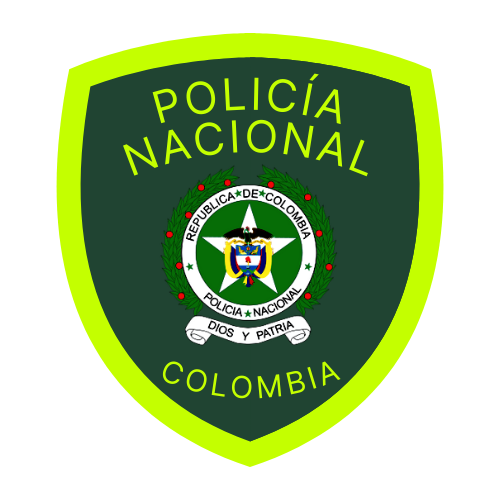
Parche de Uniforme de la Policía
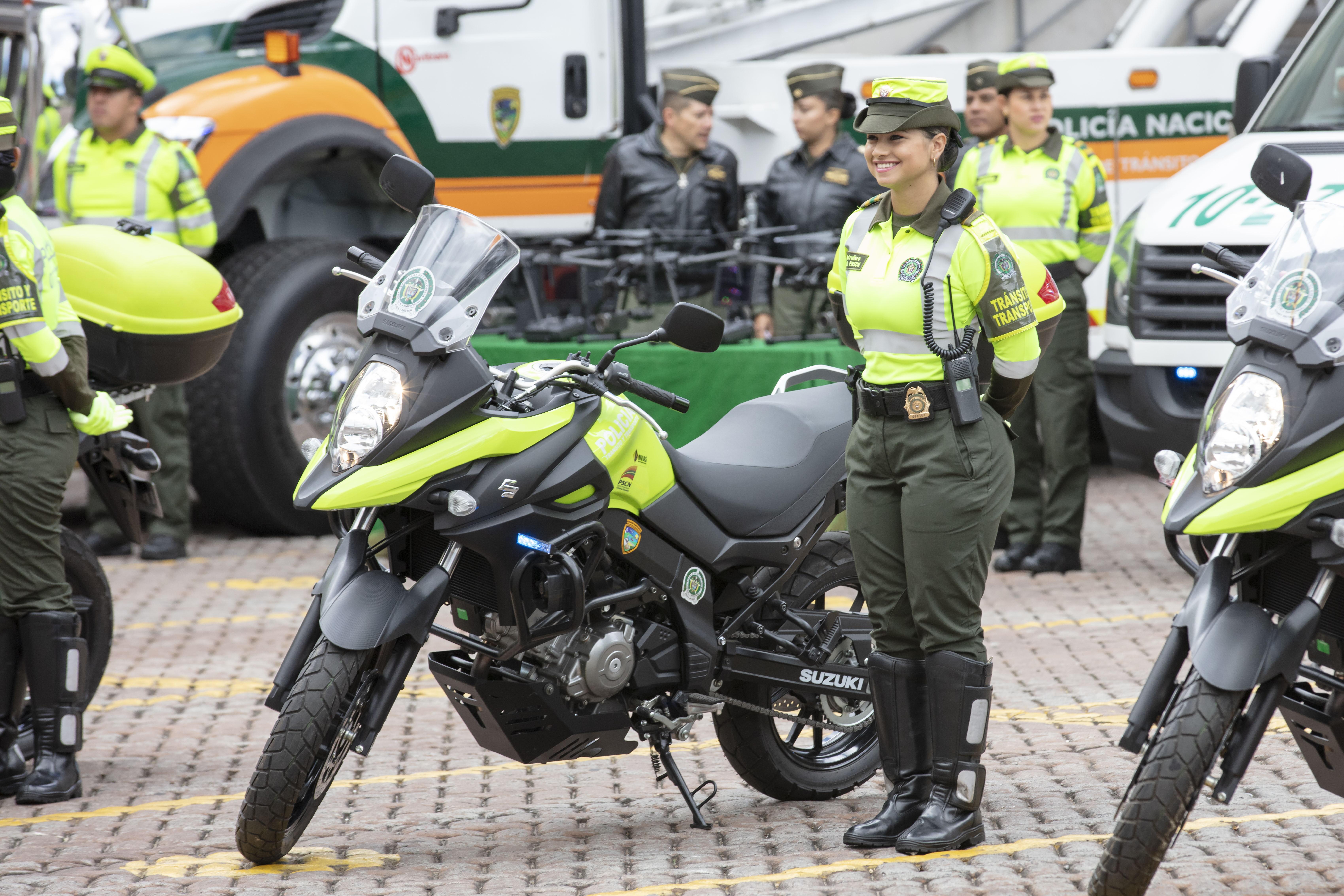
Policía de tránsito motorizada
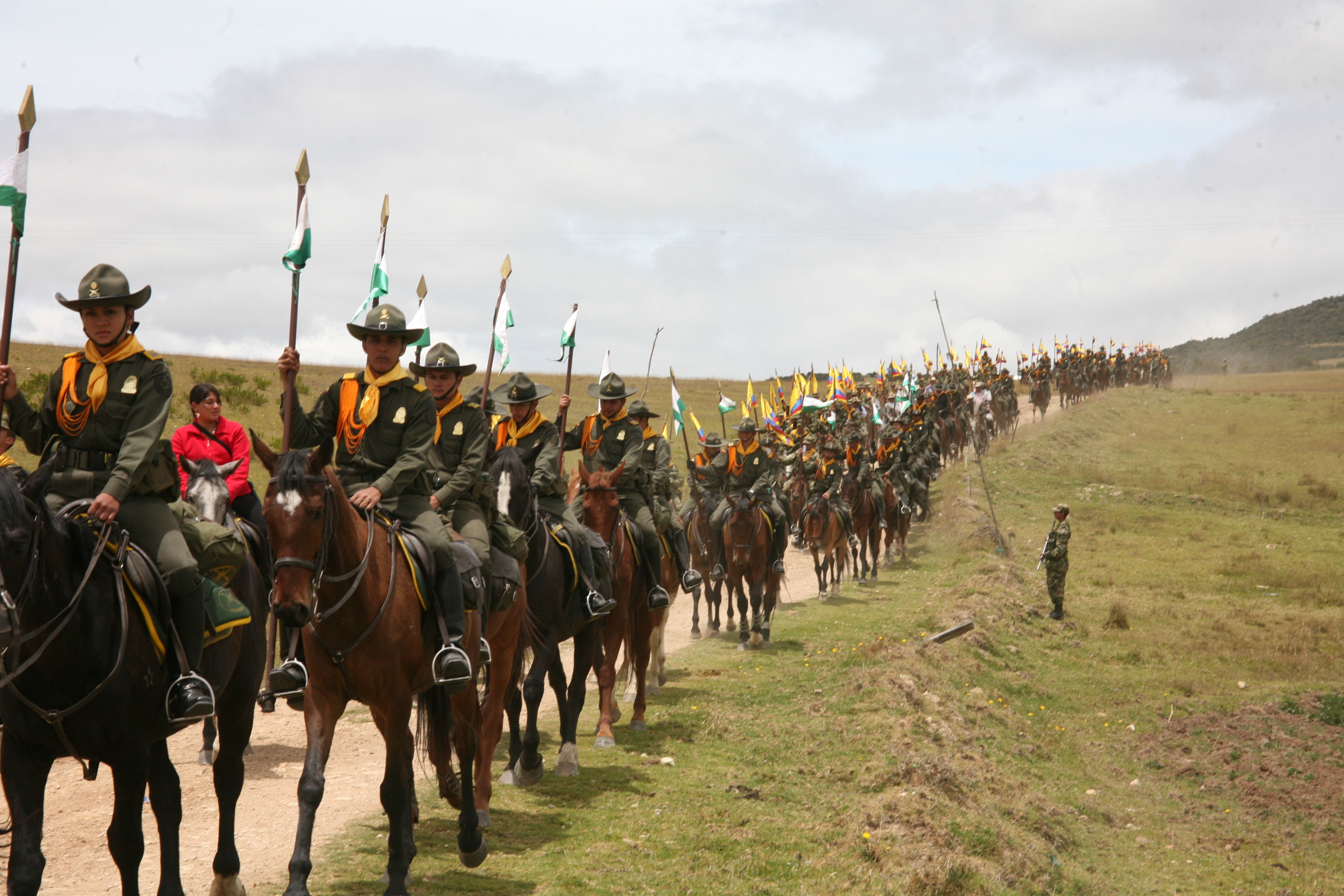
Carabineros de la Policía Nacional de Colombia
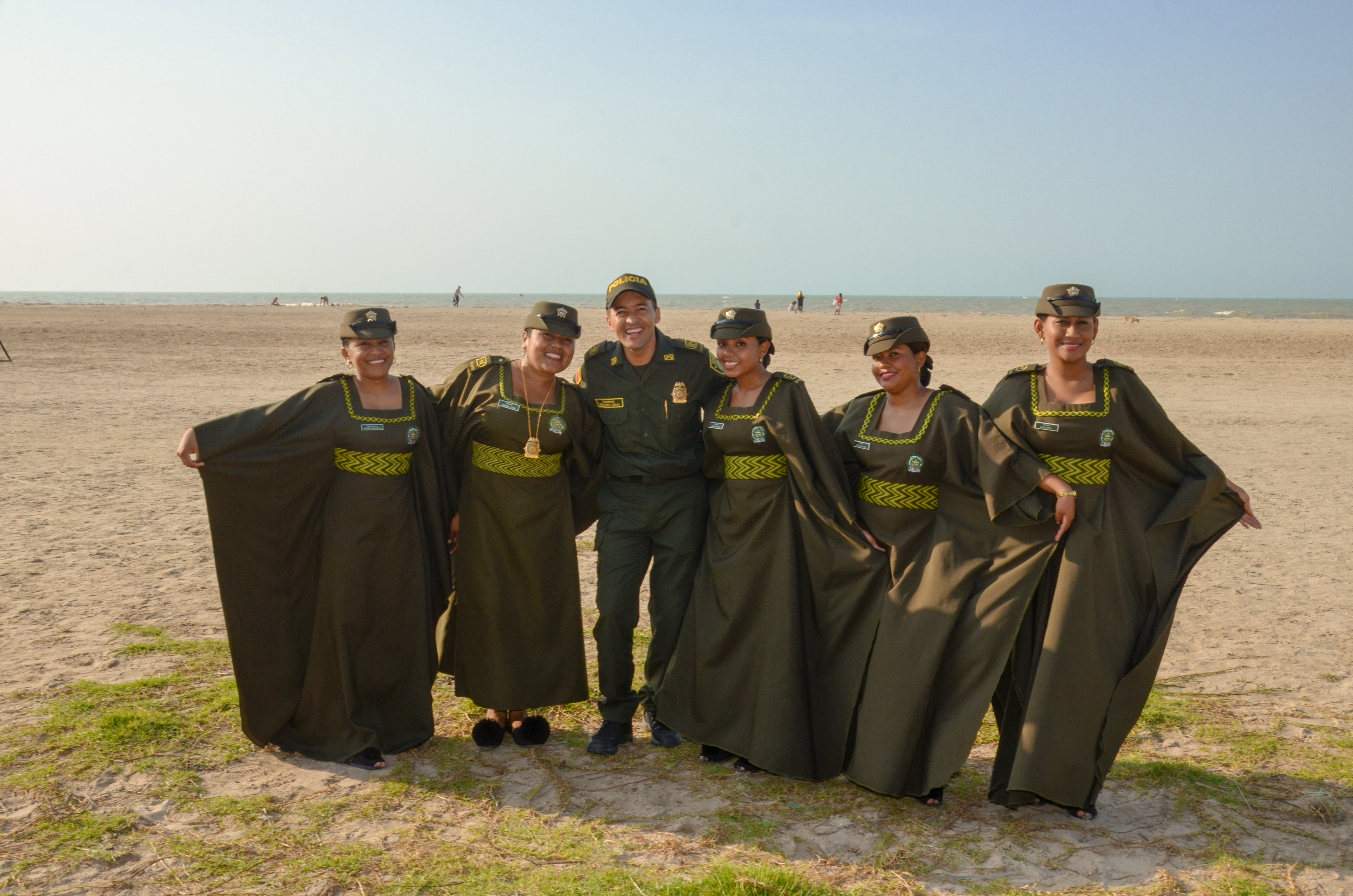
Policías del pueblo Wayúu en la Guajira
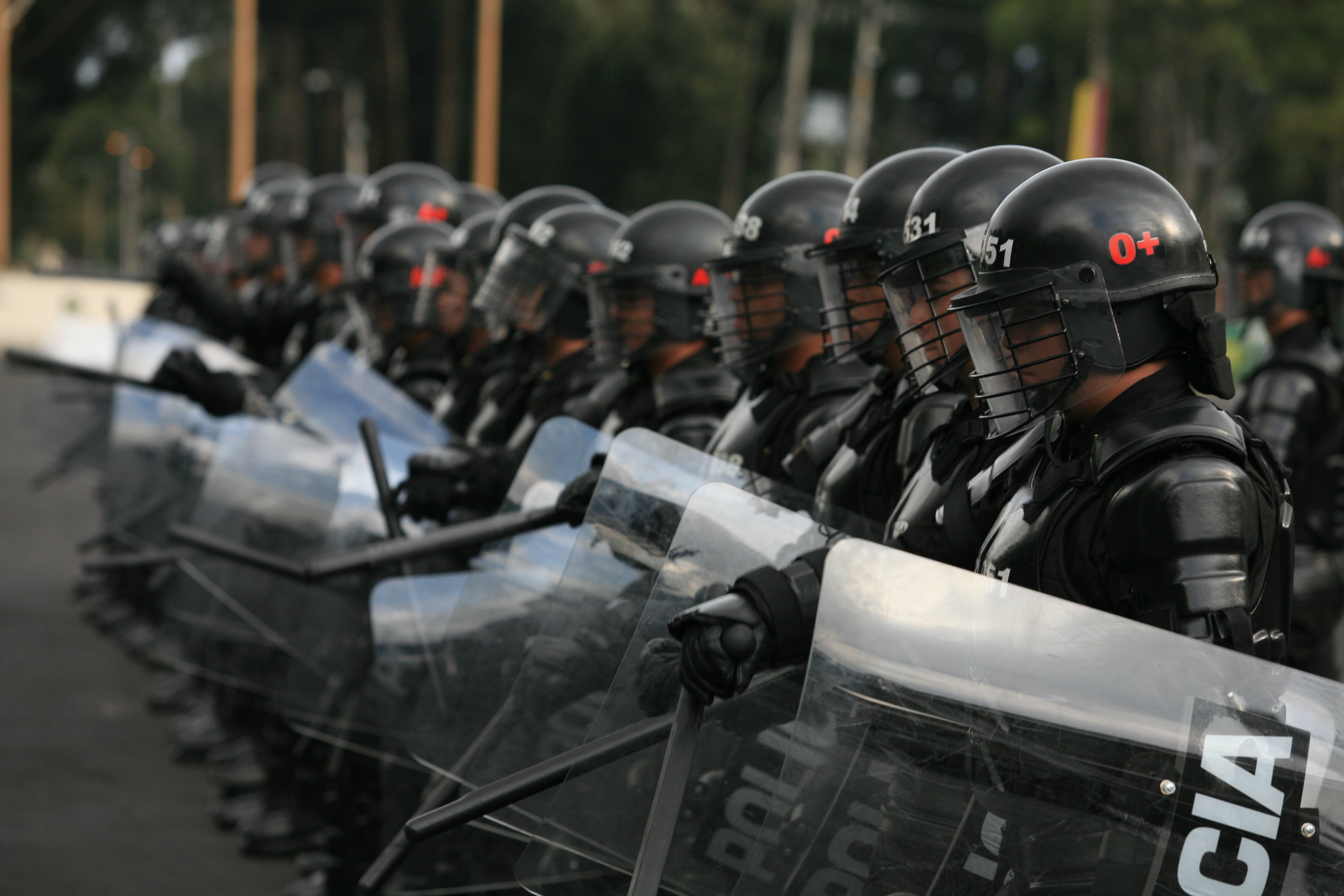
Escuadrón Móvil Anti-Disturbios (ESMAD)
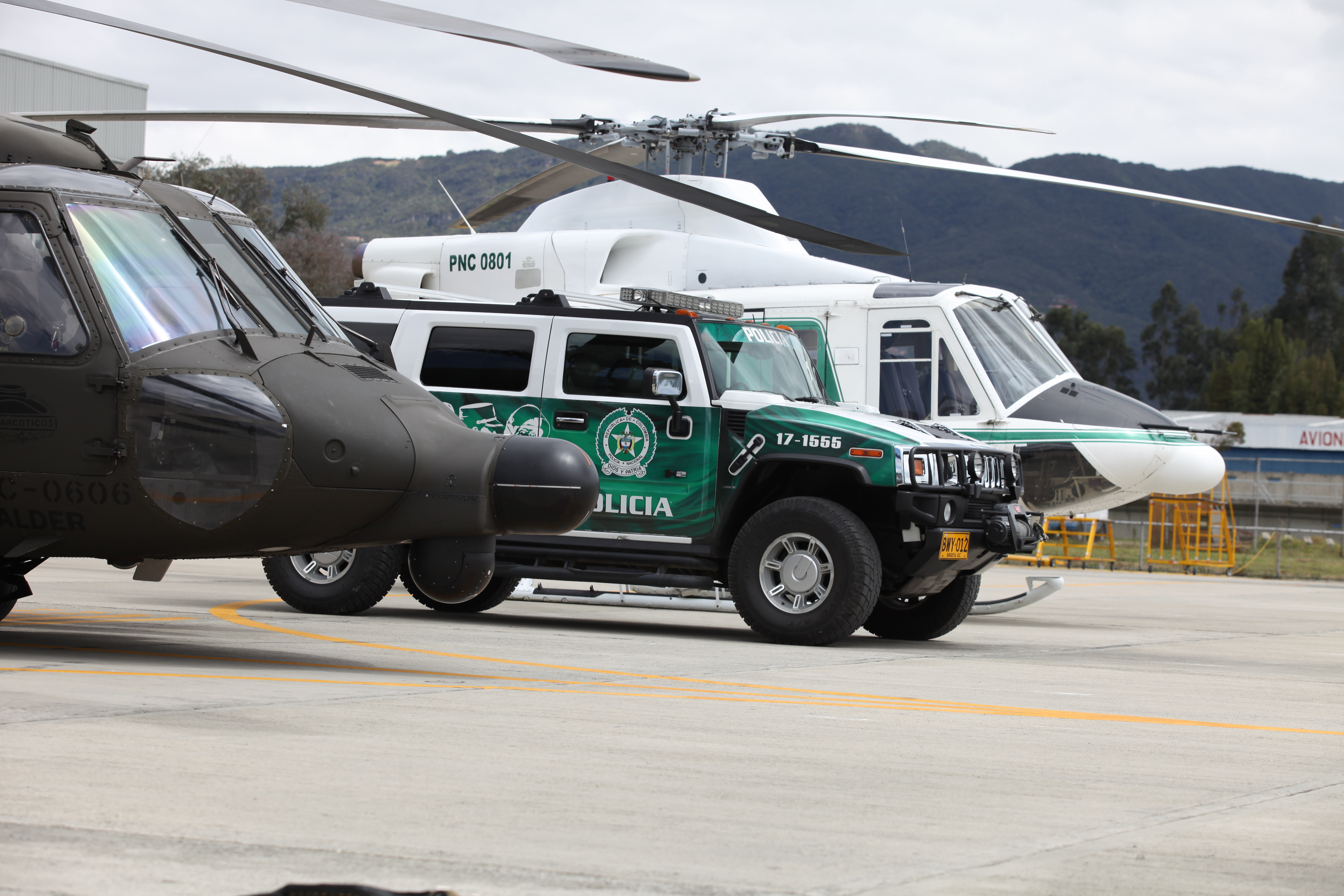
Helipuerto del servicio aéreo de la Policía
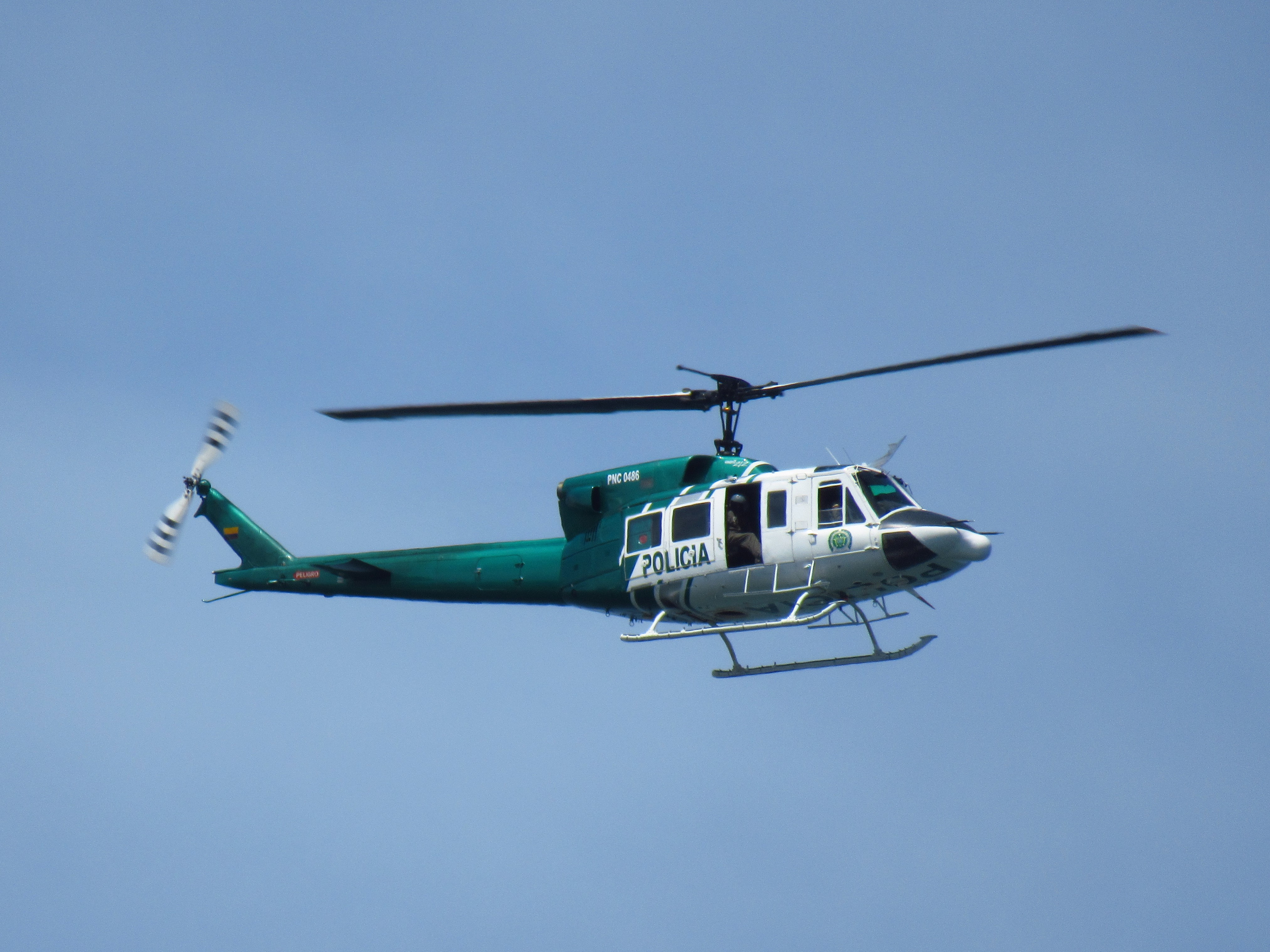
Helicóptero "Halcón" de la policía sobrevolando El Rodadero, en Santa Marta
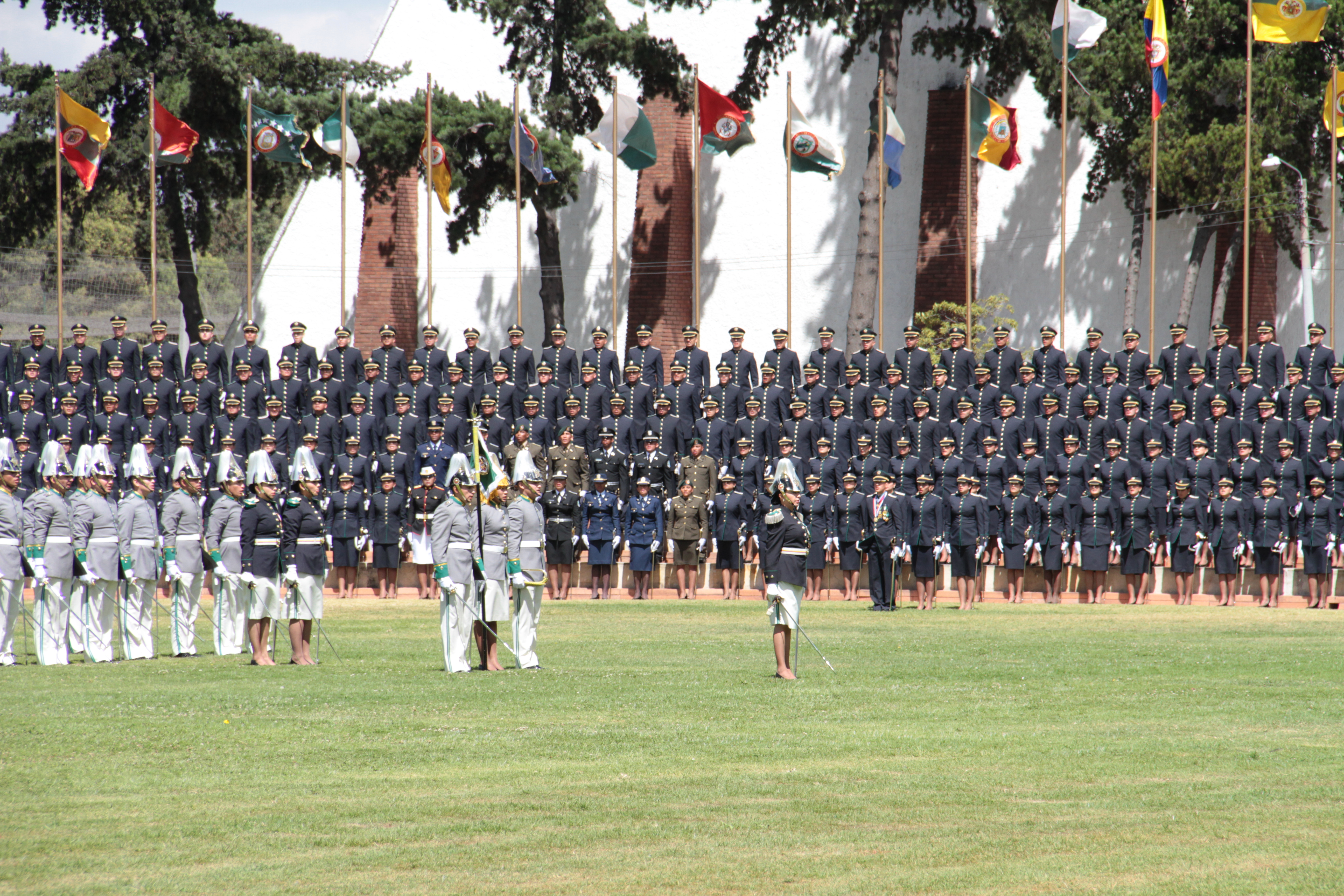
Graduación de Subtenientes
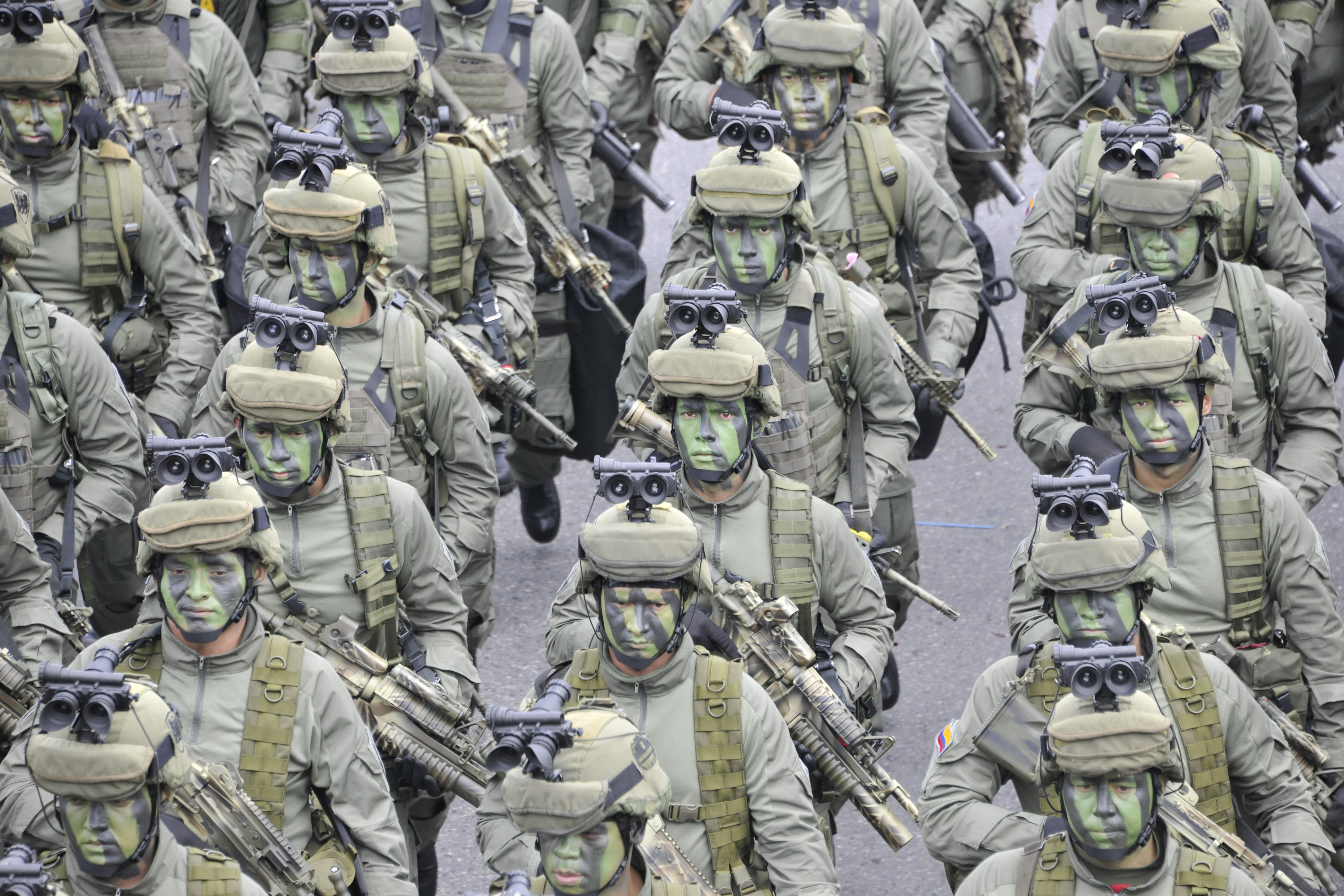
Comandos Jungla
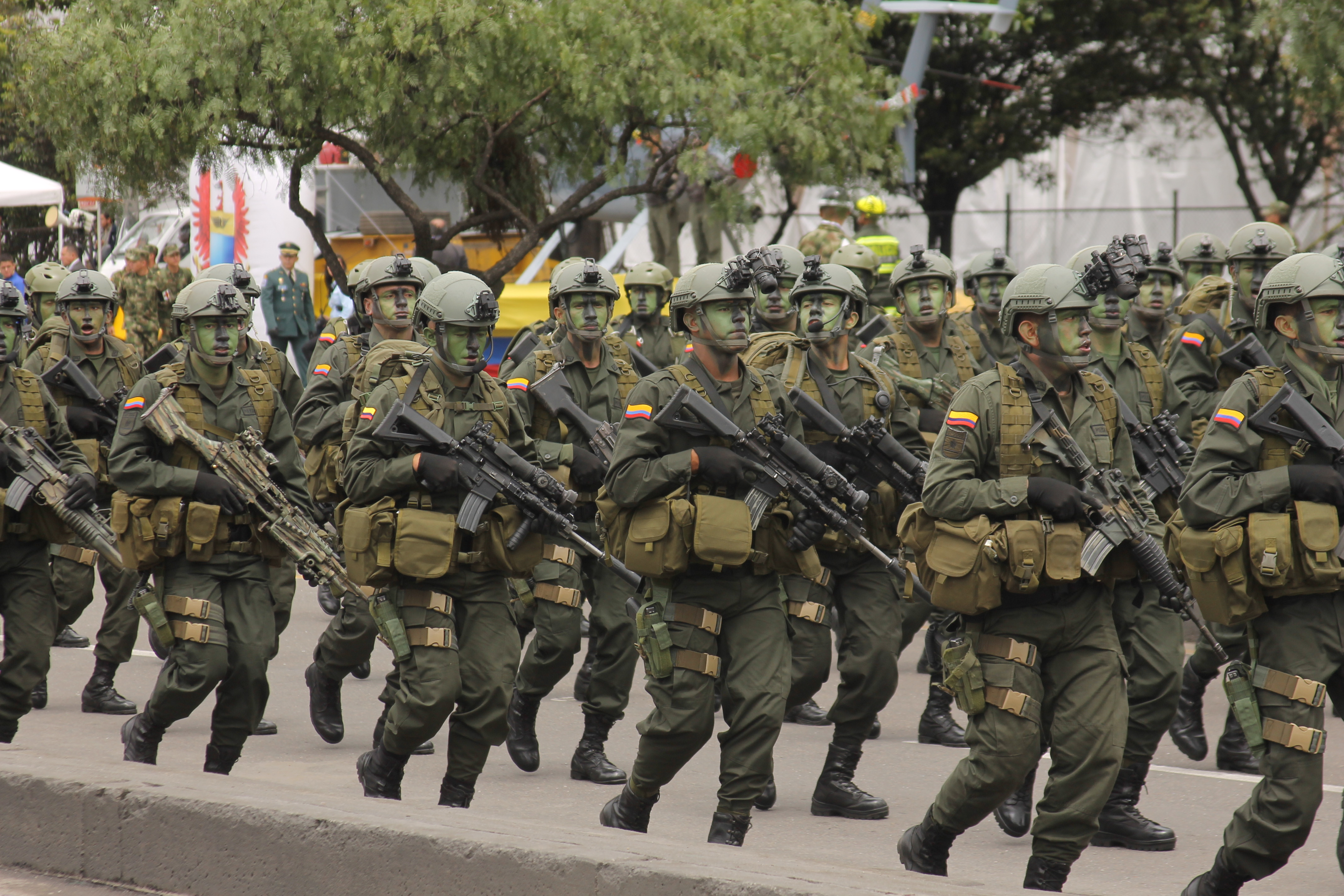
Policías en un desfile del Día de la Independencia